# Morfologia della lingua protoindoeuropea
Il sistema morfologico dell'indoeuropeo (così come il sistema fonologico e in genere tutta la grammatica di questa lingua) è una ricostruzione frutto del confronto tra le lingue indoeuropee di attestazione più antica e, in mancanza di queste, tra le lingue moderne, ipotizzandone una origine comune.
L'indoeuropeo è infatti l'ipotetica protolingua preistorica ricostruita che si ritiene comunemente essere l'origine delle parlate diffusesi in una consistente parte dell'Europa, dell'India e dell'altopiano iranico, nonché di alcune regioni dell'Anatolia, dell'Asia centrale e della Cina occidentale.

## Morfologia nominale
L'indoeuropeo è classificabile, tipologicamente, come lingua flessiva o fusiva, alla stregua delle lingue che da esso derivano. Come ogni lingua flessiva, possiede un alto grado di sinteticità, cioè un alto numero di funzioni sintattiche addensate nella stessa parola, in particolare nello stesso morfema grammaticale. Esamineremo qui in dettaglio la morfologia dell'indoeuropeo tardo, cercando in un secondo momento di analizzare l'origine delle sue strutture grammaticali, là dove sia possibile.

### I sistemi di declinazione delle lingue indoeuropee
Tutte le lingue indoeuropee posseggono le categorie linguistiche sistematiche del numero, del genere e del caso, che vanno ovviamente ascritte anche alla lingua madre. La maggior parte delle lingue indoeuropee possiede un sistema a tre generi, maschile, femminile e neutro, quest'ultimo proprio per lo più dei nomi indicanti oggetti inanimati. Solo l'ittita mostra un sistema a due generi, che oppone un genere comune animato (maschile e femminile) a un genere inanimato, neutro. Molto probabilmente, l'indoeuropeo aveva, nella sua fase più remota, una situazione analoga a quella dell'ittita, dato che la declinazione atematica, più primitiva, non ha distinzioni di generi a livello di desinenze. Tuttavia il femminile è troppo frequentemente attestato nell'Indeuropeo per pensare che l'ittita, pur distaccatosi precocemente, conservi una situazione estremamente arcaica, o si sia distaccato prima che in altri rami il femminile si formasse. Molto più verosimilmente, l'ittita ha attuato una semplificazione del sistema trimembre dei generi, che anche per la lingua madre comprendeva le nozioni di maschile, femminile e neutro.
Le lingue indoeuropee mostrano strutture variabili, quanto alla categoria del numero. Alcune hanno un singolare e un plurale, altre anche un duale per indicare coppie di oggetti e persone (ad esempio il gotico, il greco antico, il sanscrito). Tuttavia, anche nelle lingue che non mostrano il duale come categoria sistematica, ne restano, ancora oggi, evidenti relitti, e in altre lingue storicamente documentate (il greco, per esempio) la semplificazione che porta alla graduale scomparsa del duale è ben testimoniata. Se ne deduce, per la lingua madre, un sistema a tre numeri, singolare, duale, plurale, comuni a nomi, aggettivi, pronomi, verbi.
Quanto al sistema dei casi, la situazione delle diverse famiglie è ancora più complessa e articolata. Lingue come il sanscrito o l'avestico (persiano antico), hanno otto casi (nominativo, vocativo, accusativo, genitivo, ablativo, dativo, strumentale, locativo); le lingue slave, sette, come, fra le lingue italiche, l'osco (il latino ne ha però solo sei e un settimo caso, il locativo, come nozione semisistematica); il greco miceneo ne ha sei, mentre il greco più tardo solo cinque. Cinque ne hanno anche le lingue germaniche. Tipologicamente parlando, l'evoluzione linguistica si muove nel senso della semplificazione del sistema dei casi: dunque le lingue che hanno meno casi hanno innovato, attuando un sincretismo di funzioni logiche precedentemente distinte. L'indoeuropeo avrà necessariamente avuto gli otto casi che ritroviamo nel gruppo indoario, nella fase più antica. L'ipotesi di un nono caso, il finale-direttivo, che in seguito si sarebbe fuso con il dativo, rimane invece controversa e non accettata da gran parte degli studiosi. Stesso discorso per il decimo ipotetico caso avanzato dagli studiosi, cioè l'allativo, che avrebbe dovuto esprimere il moto a luogo e si sarebbe fuso con l'accusativo. Quel che importa è che l'indeuropeo mostra la struttura morfosintattica tipica delle lingue accusative (caratterizzate dall'opposizione nominativo-soggetto / accusativo-oggetto), diversamente da molte altre famiglie linguistiche ad esso geolinguisticamente vicine in origine (le lingue caucasiche, ad esempio, sono lingue ergative), anche se varie prove indiziarie interne al sistema morfosintattico della lingua madre sembrerebbero alludere a una fase estremamente remota in cui l'indoeuropeo era un idioma ergativo.
Qui di seguito diamo un prospetto delle desinenze generali ricostruite dei casi:
|             | Singolare                                                           |
| ----------- | ------------------------------------------------------------------- |
| Nominativo  | *-s, o nessuna desinenza, o *-m (neutri col tema in *-o-)           |
| Vocativo    | nessuna desinenza (il vocativo ha il tema o la radice puri)         |
| Accusativo  | *-m (che si sonantizza dopo consonante)                             |
| Genitivo    | *-es, *-os, *-s; *-osyo, *-esyo nella declinazione dei temi in *-o- |
| Ablativo    | *-es, *-os, *-s; ōd nei temi in *-o-                                |
| Dativo      | *-ei (nei temi in *-o- e *-a- si contrae con la vocale tematica)    |
| Strumentale | *-e (nei temi in *-o- e *-a- si contrae con la vocale tematica)     |
| Locativo    | *-i                                                                 |

Per lo strumentale singolare sono attestati altri allomorfi, verosimilmente varianti diacoriche: in particolare, -*bhi (cfr. greco omerico (ϝ)ἶφι (w)îphi "con forza", derivante da un miceneo wî-phi), e *-mi (in genere le desinenze di strumentale, dativo e ablativo con elemento *-m- prendono il sopravvento su quelle con elemento *-bh- nelle aree baltica, slava e germanica).
|             | Duale                                                |
| ----------- | ---------------------------------------------------- |
| Nominativo  | *-e (maschile e femminile), *-i (*-ī?) per il neutro |
| Vocativo    | *-e (maschile e femminile), *-i (*-ī?) per il neutro |
| Accusativo  | *-e (maschile e femminile), *-i (*-ī?) per il neutro |
| Genitivo    | *-ous(?) *-ōs(?)                                     |
| Ablativo    | *-bhyō (variante diacorica: -*mō)                    |
| Dativo      | *-bhyō (variante diacorica: -*mō)                    |
| Strumentale | *-bhyō (variante diacorica: -*mō)                    |
| Locativo    | *-ou                                                 |

|             | Plurale |
| ----------- | --- |
| Nominativo  | *-es (maschile e femminile, spesso si contrae), *-ə (nel neutro: dà luogo ad -*ā per contrazione nei temi *-o-)                                   |
| Vocativo    | *-es (maschile e femminile, spesso si contrae) *-ə (nel neutro: dà luogo ad -*ā per contrazione nei temi *-o-)                                    |
| Accusativo  | maschile e femminile *-ns (con sonantizzazione dopo consonante finale di radice); *-ə (nel neutro: dà luogo ad -*ā per contrazione nei temi *-o-) |
| Genitivo    | *-om, *ōm |
| Ablativo    | *-bh(y)os (variante diacorica *-mos) |
| Dativo      | *-bh(y)os (variante diacorica *-mos) |
| Strumentale | *-bhis (variante diacorica *-mis), *-ōis nei temi in *-o-                                                                                         |
| Locativo    | *-su, *-oisu, nei temi in *-o- |

Questo è il prospetto generale delle desinenze casuali rinvenibili nell'indoeuropeo comune. L'elenco è comprensivo di allomorfi e varianti diacoriche, per quanto possibile.

### Ipotesi alternative: riduzione dei casi della flessione protoindoeuropea
Secondo Villar, la declinazione dell'indoeuropeo conosceva soltanto quattro casi sistematici: il nominativo, l'accusativo, il genitivo e il dativo (più il vocativo come caso a desinenza zero); locativo, ablativo ecc. avrebbero avuto un'esistenza come categorie semisistematiche. Gli altri casi si sarebbero formati stabilmente nei dialetti alla base di alcune delle sottofamiglie indoeuropee storicamente note. La nascita dei nuovi casi sarebbe dovuta alla fusione fra nomi e posposizioni. La dimostrazione della presenza di pochi casi nell'indoeuropeo verrebbe dal fatto che, rispetto alla protolingua, alcuni gruppi linguistici hanno sviluppato casi in più rispetto agli otto originari a causa di fattori di adstrato, cioè per l'influsso di lingue vicine. Così l'ittita arcaico ha, oltre agli otto casi dell'indoeuropeo, un caso direttivo, del moto a luogo, che avrebbe preso a prestito dalle lingue caucasiche, costruendolo con l'unione fra nomi e posposizioni; il tocario ha dieci casi, fra cui un perlativo (per il moto per luogo), un causativo (per la causa) e un comitativo (per il complemento di compagnia), e li ha sviluppati per l'influsso di vicine lingue uralo-altaiche.
Per quanto sia interessante, l'ipotesi di Villar non sembra del tutto sostenibile: intanto esiste una desinenza di strumentale comune protoindeuropea, *-e, che non pare facilmente riducibile a una posposizione; inoltre, tutte le lingue indoeuropee con pochi casi presentano relitti di casi perduti, che, per quello che è il comportamento tendenziale delle lingue nel loro evolversi, non possono semplicemente essere applicazioni semisistematiche di posposizioni. La ricostruzione dell'indoeuropeo a otto casi sembra abbastanza attendibile. Tuttavia la prospettiva di Villar potrebbe illuminare fasi remote dell'evoluzione interna dell'indoeuropeo come lingua: la tendenza dei dialetti indoeuropei della fase più arcaica sembrerebbe quella di bilanciare l'erosione fonetica delle desinenze dei casi con la fusione fra il nome e alcune posposizioni; questa tendenza potrebbe essere l'ultima manifestazione tardiva dell'originaria natura agglutinante dell'indoeuropeo, o forse la testimonianza di influssi di adstrato talmente marcati da indicare la presenza di una creolizzazione.

### La declinazione atematica
Tutte le lingue indoeuropee attestano direttamente una forma di declinazione nominale atematica, caratterizzata cioè dalla mancanza di una vocale tematica su cui inserire le desinenze, le quali vengono attaccate alla radice nominale. Essa, nelle lingue in cui è meglio attestata (ad esempio i dialetti indoarii e i dialetti greci) mostra altresì la tendenza marcata all'impiego dell'apofonia o gradazione vocalica della radice nel distinguere i casi diretti (nominativo, accusativo, vocativo) dai casi obliqui (genitivo, ablativo, dativo, strumentale, locativo): i casi contrassegnati da grado normale dell'apofonia sono detti casi forti; i casi contrassegnati dal grado zero o debole dell'apofonia sono detti casi deboli. Non fanno parte della declinazione atematica i temi in -o (maschili e neutri) e in -a (femminili); ne fanno invece parte i temi in consonante e i temi in vocale dolce (-i e -u). Qui di séguito la declinazione dei paradigmi dei nomi delle principali sottoclassi di questa forma di flessione.

#### Nomi con radici in consonante occlusiva
Maschili e femminili
Per i nomi maschili e femminili in consonante occlusiva vale l'esempio della radice *pṓds ‘piede’, attestata dal sanscrito pād, dal greco ποῦς, dal latino pēs. La parola indoeuropea ricostruita è *pṓds, e si declina come segue:
|             | Singolare | Duale       | Plurale  |
| ----------- | --------- | ----------- | -------- |
| Nominativo  | *pṓds     | *pede       | *pódes   |
| Accusativo  | *pódm̥     | *pede       | *pódn̥s   |
| Vocativo    | *pód      | *pede       | *pódes   |
| Genitivo    | *pedés    | *pedòus     | *pedóHom |
| Dativo      | *pedéi    | *pedbhyō(m) | *pedmós  |
| Ablativo    | *pedés    | *pedbhyō(m) | *pedmós  |
| Strumentale | *pedéh₁   | *pedbhyō(m) | *pedbʰí  |
| Locativo    | *pédi     | *pedòu      | *pedsú   |

Neutri: l'esempio di *ḱḗr ‘cuore’
|             | Singolare | Duale       | Plurale  |
| ----------- | --------- | ----------- | -------- |
| Nominativo  | *ḱḗr      | *ḱérdih₁    | *ḱérdh₂  |
| Accusativo  | *ḱḗr      | *ḱérdih₁    | *ḱérdh₂  |
| Vocativo    | *ḱḗr      | *ḱérdih₁    | *ḱérdh₂  |
| Genitivo    | *ḱr̥dés    | *krdòus     | *ḱr̥dóHom |
| Dativo      | *ḱr̥déi    | *krdbhyō(m) | *ḱr̥dmós  |
| Ablativo    | *ḱr̥dés    | *krdbhyō(m) | *ḱr̥dmós  |
| Strumentale | *ḱr̥déh₁   | *krdbhyō(m) | *ḱr̥dbʰí  |
| Locativo    | *ḱérdi    | *krdòu      | *ḱr̥dsú   |

#### Nomi e radici in-r
Fra i nomi e le radici in -r sono estremamente diffusi i nomi d'agente in *-tor- e in *-ter-, che nella maggior parte delle lingue indoeuropee storiche note non presentano apofonia. La situazione originaria è conservata, verosimilmente, dal sanscrito, i cui nomi d'agente in -tā sono caratterizzati da sistematica gradazione vocalica. Un esempio classico di maschile in -r è fornito dal panindoeuropeo *ph₂tḗr «padre» (secondo coloro che riconducono questo nome isterocinetico all'isterodinamico *péh₂-tr, sostantivo verbale dalla radice *peh₂- «proteggere», la parola significherebbe letteralmente «colui che protegge, che nutre»; cfr. sscr. pātár «protettore»); il nome *ph₂tḗr è sempre accentato sull'ultima sillaba:
|             | Singolare | Duale      | Plurale    |
| ----------- | --------- | ---------- | ---------- |
| Nominativo  | *ph₂tḗr   | *ph₂térh₁e | *ph₂téres  |
| Accusativo  | *ph₂térm̥  | *ph₂térh₁e | *ph₂térn̥s  |
| Vocativo    | *ph₂tér   | *ph₂térh₁e | *ph₂téres  |
| Genitivo    | *ph₂trés  | *ph₂tróus  | *ph₂tróHom |
| Dativo      | *ph₂tréi  | *ph₂trbʰiō | *ph₂tr̥mós  |
| Ablativo    | *ph₂trés  | *ph₂trbʰiō | *ph₂tr̥mós  |
| Strumentale | *ph₂tréh₁ | *ph₂trbʰiō | *ph₂tr̥bʰí  |
| Locativo    | *ph₂téri  | *ph₂tróu   | *ph₂tr̥sú   |

Paradigmi tipici di questa declinazione caratterizzano molti nomi parentali panindoeuropei: ess. *méh₂tēr «madre», *dʰugh₂tḗr «figlia». Un tipo in *-or- è testimoniato da *esōr «donna, moglie» e *swésōr «sorella», conservato in italico (lat. soror) e rifatto sui modelli di *ph₂tḗr e *méh₂tēr in germanico (che risale a una forma *swestēr). Fa parte di questa classe di declinazione anche il nome *h₂nḗr (gen. *h₂n̥rés) «uomo», da cui gr. ἀνήρ anḗr, gallese nêr «eroe» e persiano نر nar.

#### Nomi e radici in nasale
Fra i nomi e le radici in consonante nasale si annoverano molte fra le più diffuse parole indoeuropee: ad esempio il maschile *dʰǵʰm̥on «uomo» (cfr. lat. homō «uomo, essere umano» in senso lato, lit. ant. žmuõ e got. guma), e il neutro *h₁nómn̥ «nome» (gr. ὄνομα ónoma, lat. nōmen e sscr. nā́man-). I nomi in nasale sono caratterizzati da apofonia. Per *dʰǵʰm̥on si può ricostruire la seguente declinazione:
|             | Singolare  | Duale        | Plurale     |
| ----------- | ---------- | ------------ | ----------- |
| Nominativo  | *dʰǵʰm̥on   | *dʰǵʰmónh₁e  | *dʰǵʰmónes  |
| Accusativo  | *dʰǵʰmónm̥  | *dʰǵʰmónh₁e  | *dʰǵʰmónn̥s  |
| Vocativo    | *dʰǵʰm̥on   | *dʰǵʰmónh₁e  | *dʰǵʰmónes  |
| Genitivo    | *dʰǵʰm̥nós  | *dʰǵʰomnous  | *dʰǵʰm̥nóHom |
| Dativo      | *dʰǵʰm̥néi  | *dʰǵʰomnbʰiō | *dʰǵʰmn̥mós  |
| Ablativo    | *dʰǵʰm̥nós  | *dʰǵʰomnbʰiō | *dʰǵʰmn̥mós  |
| Strumentale | *dʰǵʰm̥néh₁ | *dʰǵʰomnbʰiō | *dʰǵʰmn̥bʰí  |
| Locativo    | *dʰǵʰmóni  | *dʰǵʰomnóu   | *dʰǵʰmn̥sú   |

Per il neutro *h₁nómn̥ (o *h₁néh₃mn̥) verosimilmente la declinazione poteva essere la seguente:
|             | Singolare | Duale       | Collettivo |
| ----------- | --------- | ----------- | ---------- |
| Nominativo  | *h₁nómn̥   | *h₁nómnih₁  | *h₁némō    |
| Accusativo  | *h₁nómn̥   | *h₁nómnih₁  | *h₁némō    |
| Vocativo    | *h₁nómn̥   | *h₁nómnih₁  | *h₁némō    |
| Genitivo    | *h₁némn̥s  | *h₁nómnous  | *h₁nm̥nés   |
| Dativo      | *h₁némnei | *h₁nómnbʰiō | *h₁nm̥néi   |
| Ablativo    | *h₁némn̥s  | *h₁nómnbʰiō | *h₁nm̥nés   |
| Strumentale | *h₁némn̥h₁ | *h₁nómnbʰiō | *h₁nm̥néh₁  |
| Locativo    | *h₁némni  | *h₁nómnóu   | *h₁n̥méni   |

In alcuni temi in nasale dentale, come *séh₂u-l/n- «sole», si ritrovano genitivi e ablativi in semplice -s, con la radice al grado normale dell'apofonia, ad es. singolare nom. acc. *séh₂u-el, gen. abl. *sh₂uéns, dat. *sh₂uénei, strum. *sh₂uénh₁, loc. *sh₂uéni.

#### Nomi in*-m
Abbastanza ben attestati, per quanto subiscano modifiche e ristrutturazioni nelle varie lingue, sono i nomi in nasale bilabiale come *dʰeǵʰ-m- «terra», *ǵʰéi̯ōm «inverno», *dṓm «casa». Ecco la declinazione di *ǵʰéi̯ōm:
|             | Singolare | Duale     | Plurale   |
| ----------- | --------- | --------- | --------- |
| Nominativo  | *ǵʰéi̯ōm   | *ǵʰi̯émh₁e | *ǵʰi̯émes  |
| Accusativo  | *ǵʰi̯ḗm    | *ǵʰi̯émh₁e | *ǵʰi̯émn̥s  |
| Vocativo    | *ǵʰi̯ém    | *ǵʰi̯émh₁e | *ǵʰi̯émes  |
| Genitivo    | *ǵʰimés   | *ǵʰimóus  | *ǵʰimóHom |
| Dativo      | *ǵʰiméi   | *ǵʰimbʰiō | *ǵʰimmós  |
| Ablativo    | *ǵʰimés   | *ǵʰimbʰiō | *ǵʰimmós  |
| Strumentale | *ǵʰiméh₁  | *ǵʰimbʰiō | *ǵʰimbʰí  |
| Locativo    | *ǵʰi̯émi   | *ǵʰimóu   | *ǵʰimsú   |

Anche nei nomi in nasale bilabiale, alcune radici monosillabiche avevano un genitivo e un ablativo in -s: è il caso di *dṓm «casa» (nel senso di unità familiare minima), il cui genitivo-ablativo è *déms, che compare in composizione, in una parola come *déms-pótis «capo di casa, capofamiglia».

#### Nomi e radici in sibilante
Fra i nomi in sibilante, prevalgono largamente i neutri, caratterizzati da apofonia; sono presenti tuttavia anche dei maschili e dei femminili. Qui di séguito i paradigmi del femminile *h₂éwsōs ‘aurora’ e del neutro *ǵénh₁os ‘stirpe, famiglia’:
Maschili e femminili
|             | Singolare | Duale         | Plurale    |
| ----------- | --------- | ------------- | ---------- |
| Nominativo  | *h₂éwsōs  | *h₂éwsosh₁(e) | *h₂éwsoses |
| Accusativo  | *h₂éwsosm̥ | *h₂éwsosh₁(e) | *h₂éwsosn̥s |
| Vocativo    | *h₂éwsos  | *h₂éwsosh₁(e) | *h₂éwsoses |
| Genitivo    | *h₂usés   | *h₂éwsosous   | *h₂usóHom  |
| Dativo      | *h₂uséi   | *h₂éwsosbʰiō  | *h₂usmós   |
| Ablativo    | *h₂usés   | *h₂éwsosbʰiō  | *h₂usmós   |
| Strumentale | *h₂uséh₁  | *h₂éwsosbʰiō  | *h₂usbʰí   |
| Locativo    | *h₂usési  | *h₂éwsosóu    | *h₂usú     |

Neutri
|             | Singolare  | Duale        | Plurale      |
| ----------- | ---------- | ------------ | ------------ |
| Nominativo  | *ǵénh₁os   | *ǵénh₁esih₁  | *ǵénh₁ōs     |
| Accusativo  | *ǵénh₁os   | *ǵénh₁esih₁  | *ǵénh₁ōs     |
| Vocativo    | *ǵénh₁os   | *ǵénh₁esih₁  | *ǵénh₁ōs     |
| Genitivo    | *ǵénh₁esos | *ǵénh₁esous  | *ǵénh₁esoHom |
| Dativo      | *ǵénh₁esei | *ǵénh₁esbʰiō | *ǵénh₁esmos  |
| Ablativo    | *ǵénh₁esos | *ǵénh₁esbʰiō | *ǵénh₁esmos  |
| Strumentale | *ǵénh₁esh₁ | *ǵénh₁esbʰiō | *ǵénh₁esbʰi  |
| Locativo    | *ǵénh₁esi  | *ǵénh₁esóu   | *ǵénh₁esu    |

#### Nomi e radici in vocale dolce e dittongo
Nomi in vocale dolce
La situazione dei nomi in vocale dolce è alquanto complessa. Se ne identificano due tipi: uno forte, con un pronunciato intervento, sulla flessione, di fenomeni fonetici che ne ridefiniscono i paradigmi, e uno debole, in cui la vocale dolce si muta in semivocale davanti alle desinenze che cominciano con vocale. Il primo tipo è caratteristico di nomi la cui vocale radicale è lunga o seguita da due consonanti; la flessione di questo tipo sembra essere condizionata da fenomeni legati a dinamiche fonetiche come quella descritta dalla legge di Sievers-Edgerton, in base alla quale dopo vocale lunga o dopo due consonanti *u̯ si evolve in *uw e *i̯ in *ij. Il secondo tipo è caratteristico di nomi la cui vocale radicale è breve in sillaba aperta. Nel primo tipo prevalgono largamente maschili e femminili; nel secondo tipo sono presenti anche dei neutri.
- Esempio di declinazione in *-i del tipo I: *h₁n̥gʷnis «fuoco»

|             | Singolare   | Duale        | Plurale       |
| ----------- | ----------- | ------------ | ------------- |
| Nominativo  | *h₁n̥gʷnis   | *h₁n̥gʷnei̯e   | *h₁n̥gʷnei̯es   |
| Accusativo  | *h₁n̥gʷnim   | *h₁n̥gʷnei̯e   | *h₁n̥gʷnins    |
| Vocativo    | *h₁n̥gʷnei   | *h₁n̥gʷnei̯e   | *h₁n̥gʷnei̯es   |
| Genitivo    | *h₁n̥gʷneis  | *h₁n̥gʷnei̯ous | *h₁n̥gʷnii̯om   |
| Dativo      | *h₁n̥gʷnei̯ei | *h₁n̥gʷnibʰiō | *h₁n̥gʷnibʰios |
| Ablativo    | *h₁n̥gʷneis  | *h₁n̥gʷnibʰiō | *h₁n̥gʷnibʰios |
| Strumentale | *h₁n̥gʷnei̯e  | *h₁n̥gʷnibʰiō | *h₁n̥gʷnibʰis  |
| Locativo    | *h₁n̥gʷnēi   | *h₁n̥gʷnii̯ou  | *h₁n̥gʷnisu    |

- Esempio di declinazione in *-i del tipo II: *pótis «signore»

|             | Singolare | Duale     | Plurale    |
| ----------- | --------- | --------- | ---------- |
| Nominativo  | *potis    | *poti̯e    | *poti̯es    |
| Accusativo  | *potim    | *poti̯e    | *potins    |
| Vocativo    | *poti     | *poti̯e    | *poti̯es    |
| Genitivo    | *poti̯os   | *poti̯ous  | *poti̯om    |
| Dativo      | *poti̯ei   | *potibʰiō | *potibʰi̯os |
| Ablativo    | *poti̯os   | *potibʰiō | *potibʰi̯os |
| Strumentale | *poti̯e    | *potibʰiō | *potibʰis  |
| Locativo    | *poti̯i    | *poti̯ou   | *potisu    |

- Esempio di declinazione in *-u del tipo I: *bʰāǵʰus (o *bʰeh₂ǵʰus) «(avam)braccio»

|             | Singolare  | Duale       | Plurale      |
| ----------- | ---------- | ----------- | ------------ |
| Nominativo  | *bʰāǵʰus   | *bʰāǵʰou̯e   | *bʰāǵʰou̯es   |
| Accusativo  | *bʰāǵʰum   | *bʰāǵʰou̯e   | *bʰāǵʰuns    |
| Vocativo    | *bʰāǵʰou   | *bʰāǵʰou̯e   | *bʰāǵʰou̯es   |
| Genitivo    | *bʰāǵʰous  | *bʰāǵʰou̯ous | *bʰāǵʰou̯om   |
| Dativo      | *bʰāǵʰou̯ei | *bʰāǵʰubʰiō | *bʰāǵʰubʰi̯os |
| Ablativo    | *bʰāǵʰous  | *bʰāǵʰubʰiō | *bʰāǵʰubʰi̯os |
| Strumentale | *bʰāǵʰou̯e  | *bʰāǵʰubʰiō | *bʰāǵʰubʰis  |
| Locativo    | *bʰāǵʰōu   | *bʰāǵʰou̯ou  | *bʰāǵʰusu    |

- Esempio di declinazione in *-u del tipo II: *kretus «intelletto»

|             | Singolare | Duale      | Plurale     |
| ----------- | --------- | ---------- | ----------- |
| Nominativo  | *kretus   | *kretwe    | *kretwes    |
| Accusativo  | *kretum   | *kretwe    | *kretuns    |
| Vocativo    | *kretu    | *kretwe    | *kretwes    |
| Genitivo    | *kretwos  | *kretwous  | *kretwom    |
| Dativo      | *kretwei  | *kretubhyō | *kretubhyos |
| Ablativo    | *kretwos  | *kretubhyō | *kretubhyos |
| Strumentale | *kretwe   | *kretubhyō | *kretubhis  |
| Locativo    | *kretwi   | *kretwou   | *kretusu    |

- Esempio di neutro in *-u: *ǵónu «ginocchio»

|             | Singolare | Duale     | Plurale   |
| ----------- | --------- | --------- | --------- |
| Nominativo  | *ǵónu     | *ǵónu̯ih₁  | *ǵónuh₂   |
| Accusativo  | *ǵónu     | *ǵónu̯ih₁  | *ǵónuh₂   |
| Vocativo    | *ǵónu     | *ǵónu̯ih₁  | *ǵónuh₂   |
| Genitivo    | *ǵnéu̯s    | *gonu̯ous  | *ǵnéu̯oHom |
| Dativo      | *ǵnéu̯ei   | *gonubʰiō | *ǵnúmos   |
| Ablativo    | *ǵnéu̯s    | *gonubʰiō | *ǵnúmos   |
| Strumentale | *ǵnúh₁    | *gonubʰiō | *ǵnúbʰi   |
| Locativo    | *ǵnéu̯i    | *gonu̯óu   | *ǵnúsu    |

Al secondo tipo appartengono, fra gli altri, due nomi panindoeuropei assai diffusi: *reh₁ís «possesso, cosa» (cfr. lat. rēs e sscr. rayí) e *néh₂us «imbarcazione, nave».
Nomi in dittongo
Appartengono ai nomi in dittongo alcune parole caratteristiche, dai tratti arcaici, diffuse in tutta l'Indeuropa: il famosissimo singulare tantum *di̯ḗu̯s «giorno, cielo diurno, cielo», che qualifica la presunta divinità suprema indoeuropea *Di̯ḗu̯s *ph₂tēr (cfr. lat. Iuppiter, Iūpiter, greco Ζεύς πατήρ  Zèus patḗr, sscr. dyauṣ-pitṛ, alto-ted. ant. Ziu, ittita sius ecc.), e l'altrettanto diffuso e noto *gʷṓu̯s «bove».
- Declinazione, solo singolare, di *di̯ḗu̯s «cielo»

|             | Singolare |
| ----------- | --------- |
| Nominativo  | *di̯ḗu̯s    |
| Accusativo  | *di̯ḗm     |
| Vocativo    | *di̯éu̯     |
| Genitivo    | *diu̯és    |
| Dativo      | *diu̯éi    |
| Ablativo    | *diu̯és    |
| Strumentale | *diu̯éh₁   |
| Locativo    | *di̯éu̯i    |

- Declinazione del nome di genere comune *gʷṓws «bove, vacca»

|             | Singolare | Duale      | Plurale   |
| ----------- | --------- | ---------- | --------- |
| Nominativo  | *gʷṓws    | *gʷówh₁(e) | *gʷówes   |
| Accusativo  | *gʷṓm     | *gʷówh₁(e) | *gʷówn̥s   |
| Vocativo    | *gʷów     | *gʷówh₁(e) | *gʷówes   |
| Genitivo    | *gʷéws    | *gwowous   | *gʷéwoHom |
| Dativo      | *gʷéwei   | *gwoubhyō  | *gʷéwmos  |
| Ablativo    | *gʷéws    | *gwoubhyō  | *gʷéwmos  |
| Strumentale | *gʷéwh₁   | *gwoubhyō  | *gʷéwbʰi  |
| Locativo    | *gʷéwi    | *gwowòu    | *gʷéwsu   |

### La declinazione dei maschili e neutri in*-o-
La declinazione tematica in *-o- permette una ricostruzione più univoca e certa, rispetto alla declinazione atematica; se ne possono più facilmente seguire gli esiti nelle principali famiglie, dato che non ha subito rimodellamenti tematici e desinenziali altrettanto profondi.

#### Maschili
Dal confronto fra le diverse lingue indoeuropee si ricostruisce facilmente una declinazione originaria di maschili e neutri in *-o-.
Un esempio classico di maschile in *-o- è dato dalla flessione di *wlkwòs "lupo"; ecco le attestazioni di questa parola in alcune delle principali lingue indoeuropee:
1. La situazione del singolare:
  - per il nominativo, il sanscrito vrk-as, il greco λύκος lyk-os, il latino lupus, il lituano vilkas, lo slavo antico vlǐkǔ, il gotico wulfs sono tutti riconducibili a una forma *wĺ̥kʷos;
  - per il vocativo abbiamo: sanscrito vrka, greco λύκε lyke, latino lupe, lituano vilke, slavo vlice, gotico wulf, da cui si ricostruisce l'indoeuropeo *wlkw-è, puro tema senza desinenza con apofonia al grado normale;
  - per l'accusativo, sanscrito vrkam, greco λύκον lykon (< *lykom), latino lupum, lituano vilką, slavo vlǐkǔ, gotico wulf si riconducono tutti a *wlkw-òm;
  - per il genitivo abbiamo: sanscrito vrkasya, greco omerico λύκοιο lykoio (dal genitivo arcaico lykosjo, che, gradualmente, ha portato alla forma omerica e a quella classica in -ου -ou),(cfr. miceneo po-ti-ni-ja da-bu-ri-to-jo), gotico wulfis; per il latino, la desinenza ī ha interpretazioni contrastanti, tuttavia nell'iscrizione di Satricum, risalente alla fondazione della Repubblica, si trova un doppio genitivo arcaico in -osio (Popliosio Ualesiosio suodales = Publii Valerii sodales) - inoltre la desinenza originaria sembra permanere nei genitivi pronominali come eius; lituano e slavo sembrano invece fondere genitivi e ablativi, dunque non forniscono esempi pertinenti: ne consegue in ogni caso un indoeuropeo *wlkw-osyo con le varianti *wlkw-esyo, *wlkw-eso' e *wlkw-oso;
  - per l'ablativo: sanscrito vrkad, latino lupō(d) (desinenza arcaica), lituano vilko e slavo vlika attestano un ablativo indeuropeo *wlkw-ōd; il greco e il gotico hanno perso l'ablativo per dinamiche di sincretismo;
  - per il dativo: sanscrito vrkāya (che opacizza in parte la desinenza originaria), greco λύκῳ lykōi, latino lupō(i) (desinenza arcaica), lituano vilkui rimandano all'indoeuropeo *wlkw-ōi;
  - per lo strumentale: sanscrito vrkā, relitti di strumentale negli avverbi di derivazione pronominale in greco (esempio τῶ tō "perciò"); il lituano vilko e il gotico wulfa portano tutti a indoeuropeo *wlkw-ō;
  - per il locativo: sanscrito vrke, relitti di locativo greco e latino come οἴκοι oikoi e domi; inoltre antico slavo vlǐkē e lituano vilke attestano indoeuropeo *wlkw-oi;;
2. La situazione del duale:
  - Per i tre casi retti del duale (nominativo, vocativo e accusativo) è attestata in tutte le lingue, o come desinenza sistematica o come forma relitto, *-ō: ad esempio sanscrito vrkā, greco λύκω lykō, lituano vilku, e aggettivo duale relitto latino ambō; dunque indoeuropeo *wlkw-ō;
  - per i casi obliqui, la testimonianza del greco viene a cadere, dato che la caratteristica desinenza -οιν -oin è sorta per analogia da altre forme; il genitivo è attestato in sanscrito con vrk-ay-os (infisso -ay- di derivazione pronominale, desinenza -os < *ous), e slavo antico vliku con desinenza -u < *-ous. L'avestico con vīrayå sembra rimontare a una forma -ōs; di qui le probabili forme indoeuropee *wlkw-ous e *wlkw-ōs;
  - per ablativo, dativo e strumentale valgono le testimonianze delle lingue satəm, sanscrito vrkābhyām e slavo antico vlǐkoma, attestanti le varianti diacoriche -bhyō(m) e mō: di qui, verosimilmente, indoeuropeo *wlkw-o-bhyō(m);
  - una forma di locativo duale distinta dal genitivo sopravvive solo in avestico con zastayō e in lituano (avverbi pusiau "in due metà" e dviejau "in coppia"), che rimontano a *-ou: dunque indoeuropeo *wlkw-ou
3. La situazione del plurale:
  - per il nominativo e il vocativo, il sanscrito ha vrkās, che fa il paio con il gotico wulfōs, mentre le desinenze delle lingue classiche (greco λύκοι lykoi, latino lupī, riconducibili a *-oi), delle baltiche (lituano vilkai) e di quelle slave (slavo antico vlǐci) attestano una desinenza che, verosimilmente, si è estesa dai pronomi agli aggettivi, per poi comparire nei sostantivi; la forma originaria è senz'altro *wlkw-ōs, con una desinenza -ōs testimoniata anche per l'italico dall'osco-umbro (ad esempio Núvlanús "Nolani");
  - quanto all'accusativo, il sanscrito ha vrkās, facilmente confrontabile con il greco λύκους lykous (in cui il dittongo -ους -ous viene da -ons, attestato non in attico ma in altri dialetti), con il latino -ōs, con il gotico wulfans, che si riconducono alla forma indoeuropea *wlkw-ōns;
  - il genitivo originario si conserva ancora in alcune espressioni vediche (esempio dēvān janma "stirpe di dèi"), nel greco λύκων lykōn, in alcuni arcaismi latini (esempio deum), nel lituano vilkų, che portano gli studiosi a ricostruire una forma *wlkw-ōm;
  - il dativo e l'ablativo plurali sono ricostruibili a partire dalle testimonianze dell'indoario, ad esempio dal sanscrito vrkābhyas che rimanda a una desinenza *-bhyos - conservata dal latino in alcune eccezioni della prima declinazione e in tutti i nomi di terza, quarta e quinta - mentre il baltico (esempio lituano vilkams) e il germanico (esempio gotico wulfam) attestano la tipica variante diacorica *-mos; probabilmente la forma originaria, per entrambi i casi, era *wlkw-òbhyos;
  - lo strumentale plurale è ricostruibile a partire da sanscrito vrkais, greco antico λύκοις lykois, passato al dativo per sincretismo, latino lupīs, lituano vilkais, che discendono tutti da *wlkw-ōis;
  - il locativo è ricostruibile sulla base di sanscrito vrkesu, dialetto greco ionico λύκοισι lykoisi (desinenza passata al dativo per sincretismo), latino lupīs, lituano vilkuose, slavo antico vlǐcēxǔ: tutte queste desinenze di locativo derivano da un indoeuropeo *wlkw-òisu.

Riassumendo i risultati della ricostruzione, abbiamo dunque il seguente paradigma complessivo per i maschili:
|             | Singolare | Duale         | Plurale   |
| ----------- | --------- | ------------- | --------- |
| Nominativo  | *wĺ̥kʷos   | *wĺ̥kʷoh₁      | *wĺ̥kʷōs   |
| Accusativo  | *wĺ̥kʷom   | *wĺ̥kʷoh₁      | *wĺ̥kʷons  |
| Vocativo    | *wĺ̥kʷe    | *wĺ̥kʷoh₁      | *wĺ̥kʷōs   |
| Genitivo    | *wĺ̥kʷos   | *wĺ̥kʷōs       | *wĺ̥kʷoHom |
| Dativo      | *wĺ̥kʷōi   | *wĺ̥kʷóbhiō(m) | *wĺ̥kʷomus |
| Ablativo    | *wĺ̥kʷōd   | *wĺ̥kʷóbhiō(m) | *wĺ̥kʷoios |
| Strumentale | *wĺ̥kʷō    | *wĺ̥kʷóbhiō(m) | *wĺ̥kʷōis  |
| Locativo    | *wĺ̥kʷoi   | *wĺ̥kʷóu       | *wĺ̥kʷoisu |

#### Neutri
Un esempio classico di neutro è dato dalla parola *yug-òm. Qui di séguito la ricostruzione del suo paradigma.
In tutte le lingue indeuropee, il neutro ha i casi diretti (nominativo, accusativo, vocativo) uguali in tutti e tre i numeri e solo nel nominativo e nel vocativo singolari, e nei tre casi retti del plurale - e del duale, dove esso è meglio conservato - si distingue dal maschile:
- per il singolare, i casi retti rimontano a una desinenza *-om attestata da: sanscrito yugam, greco ζυγόν zygòn, latino iugum, slavo antico igo, gotico juk; solo il sanscrito innova nel vocativo, sostituendo all'originaria desinenza *-om il puro tema (balam "forza" nominativo e accusativo, distinto da bala vocativo);
- per il plurale, il sanscrito yugā, il latino iuga e il gotico juka attestano direttamente o indirettamente l'antica desinenza *-ā; il greco antico ha esteso la desinenza -α -ă, derivante da *-ə, a partire dalla declinazione atematica;
- per il duale, solo sanscrito yugē e slavo antico izē attestano la desinenza originaria *-oi; il greco, avendo preso -οι -oi dai pronomi come desinenza del nominativo e vocativo plurale maschile, ha livellato al duale il maschile e il neutro, che mostrano la comune desinenza -ω -ō.

Ne consegue che la declinazione di *yugòm in indeuropeo aveva questo aspetto complessivo:
|             | Singolare | Duale         | Plurale      |
| ----------- | --------- | ------------- | ------------ |
| Nominativo  | *yug-òm   | *yug-òi       | *yug-ā       |
| Accusativo  | *yug-òm   | *yug-òi       | *yug-ā       |
| Vocativo    | *yug-òm   | *yug-òi       | *yug-ā       |
| Genitivo    | *yug-òsyo | *yug-ōs       | *yug-ōm      |
| Dativo      | *yug-ōi   | *yug-òbhyō(m) | *yug-ò-bhyos |
| Ablativo    | *yug-ōd   | *yug-òbhyō(m) | *yug-ò-bhyos |
| Strumentale | *yug-ō    | *yug-òbhyō(m) | *yug-ōis     |
| Locativo    | *yug-òi   | *yug-òu       | *yug-òisu    |

#### Preistoria della declinazione dei maschili e neutri in-o-
La vocale tematica dei temi in -o sembra essere stata in origine *-e; di questa e originaria restano tracce nel vocativo e in alcune varianti dialettali del genitivo e dello strumentale (ad esempio la -ē degli avverbi latini tratti da aggettivi di declinazione tematica è un antico strumentale neutro singolare). Verosimilmente, essa divenne -o in presenza di desinenze in -m (ad esempio gli accusativi); in un secondo momento, dagli accusativi la -o si deve essere estesa per analogia in modo sistematico a tutti i casi retti, creando un sistema ibrido (-o dei casi retti "forti" tematici, rispetto a e dei casi deboli); infine ha soppiantato del tutto, o quasi del tutto, l'antica -e.

### La declinazione dei femminili

#### Femminili in*-eh₂e*-íh₂
Sono estremamente diffusi, nelle lingue indoeuropee, i sostantivi femminili in *-ā e *-ī. Qui di séguito la ricostruzione dei loro paradigmi.
Nei femminili in *-eh₂:
1. Per il singolare:
  - al nominativo, il confronto fra sanscrito (esempio sēnā ‘esercito’), greco (θέα théā ‘spettacolo’), lituano (galvà ‘capo’ < *golH-u-eh₂) porta a ricostruire una desinenza *-ā; il latino (dea) ha innovato, livellando nominativo e vocativo, al pari del gotico (giba ‘dono’);
  - al vocativo la desinenza era *-a, conservatosi in latino, gotico e lituano (gàlva, dea, giba) e sopravvissuta in greco solo in una classe di maschili, quelli in alfa impuro del dialetto attico, terminanti in -της -tēs; non si tratta di una vera desinenza, ma del puro tema al grado non allungato;
  - all'accusativo la caratteristica desinenza *-ām è sopravvissuta in sanscrito (sēn-ām) e in greco (θέαν thé-ān), abbreviandosi in latino (de-am) e in lituano (galvą), obliterandosi nel germanico, rappresentato sempre dal gotico (nei femminili di questa classe di nomi, i casi retti in gotico sono uguali);
  - al genitivo e all'ablativo la desinenza originaria era *-ās, ben attestata in greco (genitivo sincretico, θέας thé-ās), in latino arcaico (pater famili-as); in lituano (galv-os), in gotico (genitivo gib-ōs); il latino ha innovato sia nel genitivo sia nell'ablativo, prendendo a prestito dai maschili col tema in -o- le desinenze -āī e ād, che evolvono in età classica nelle caratteristiche -ae e -ā; il sanscrito sēn-ayās innova anch'esso, ma dai temi in -ī;
  - al dativo, la fusione della vocale tematica -a con la desinenza -ei che si ritrova nella declinazione atematica dà luogo ad āi (desinenza attestata in greco e in latino - θέᾳ theāi e deae -, leggermente modificata nel sanscrito senayai);
  - allo strumentale, la fusione della vocale tematica -a con la desinenza -e, che si ritrova sempre nella declinazione atematica, dà luogo ad -ā;
  - al locativo la fusione con la vocale tematica -a della tipica desinenza di locativo -i dà luogo ancora ad āi.
2. Per il plurale:
  - al nominativo e al vocativo, la fusione di *-a con la classica desinenza *-es dà luogo a *-ās; in greco e latino, la desinenza -ai (in latino successivamente -ae) è estesa ai nomi e agli aggettivi a partire dai pronomi per analogia;
  - all'accusativo la desinenza era verosimilmente *-āns, dall'innesto della *-s del plurale sulla desinenza *ām dell'accusativo; di questa desinenza si trovano tracce nelle lingue indoeuropee antiche (la forma -ās del sanscrito, del greco e del latino, ad esempio); il miceneo, lo stadio arcaico del greco dell'età del bronzo, la conserva ancora (ad esempio nella parola aiksm-ans "punte di lancia");
  - al genitivo, la fusione della tipica desinenza *-om con *a dà luogo a *-ōm;
  - al dativo e all'ablativo la desinenza era *-ā-bh(y)os (conservata, fra l'altro, nei dativi e ablativi plurali latini relitto deabus, filiabus, equabus); le lingue slave e germaniche, come in ogni altra forma di declinazione, attestano, come varianti diatopiche di pari diffusione, forme con un suffisso *-mos;
  - allo strumentale la desinenza era invece *-ā-bhis (lingue germaniche e slavo attestano *-mis);
  - al locativo la desinenza universalmente attestata era *-ā-su.

I femminili in *-íh₂ hanno una flessione abbastanza simile.
Qui di séguito, i paradigmi ricostruiti per *gʷénh₂s ‘donna’ e *h₂enh₂ts ‘anatra’:
|             | Singolare | Duale          | Plurale     |
| ----------- | --------- | -------------- | ----------- |
| Nominativo  | *gʷénh₂s  | *gʷénh₂h₁(e)   | *gʷénh₂es   |
| Accusativo  | *gʷénh₂m̥  | *gʷénh₂h₁(e)   | *gʷénh₂n̥s   |
| Vocativo    | *gʷḗn     | *gʷénh₂h₁(e)   | *gʷénh₂es   |
| Genitivo    | *gʷnéh₂s  | *gʷnéh₂ōs      | *gʷnéh₂oHom |
| Dativo      | *gʷnéh₂ei | *gʷnéh₂bʰiō(m) | *gʷnéh₂mos  |
| Ablativo    | *gʷnéh₂s  | *gʷnéh₂bʰiō(m) | *gʷnéh₂mos  |
| Strumentale | *gʷnéh₂h₁ | *gʷnéh₂bʰiō(m) | *gʷnéh₂bʰi  |
| Locativo    | *gʷnéh₂i  | *gʷnéh₂u       | *gʷnéh₂su   |

|             | Singolare  | Duale         | Plurale     |
| ----------- | ---------- | ------------- | ----------- |
| Nominativo  | *h₂énh₂ts  | *h₂énh₂th₁(e) | *h₂énh₂tes  |
| Accusativo  | *h₂énh₂tm̥  | *h₂énh₂th₁(e) | *h₂énh₂tn̥s  |
| Vocativo    | *h₂énh₂t   | *h₂énh₂th₁(e) | *h₂énh₂tes  |
| Genitivo    | *h₂n̥h₂tés  | *nntiy-ōs     | *h₂n̥h₂tóHom |
| Dativo      | *h₂n̥h₂téi  | *nntī-bhyō(m) | *h₂n̥h₂tmós  |
| Ablativo    | *h₂n̥h₂tés  | *nntī-bhyō(m) | *h₂n̥h₂tmós  |
| Strumentale | *h₂n̥h₂téh₁ | *nntī-bhyō(m) | *h₂n̥h₂tbʰí  |
| Locativo    | *h₂énh₂ti  | *nntiyā-u     | *h₂n̥h₂tsú   |

Come si può osservare, il secondo paradigma, quello di *h₂enh₂ts, mostra la tipica alternanza fra il tema forte (*h₂énh₂t-) e il tema debole (*h₂n̥h₂t-), con la sonante lunga. Tale alternanza apofonica ci è testimoniata dal vedico, mentre in altre lingue (come in greco νῆσσα nêssa  < *n̥h₂t-ih₂ ed osseto acc (ацц) < *āti-čī-), si generalizza il tema debole.

#### Femminili in*-íh₂-s
Il vedico vṛkī́s, il lituano vìlkė, il russo volčíca ed il norreno ylgr (tutti significano «lupa») attestano una declinazione di femminili in *-íh₂ (arcaica *íh₂-s). Dato che tale declinazione è attestata in aree laterali dell'Indoeuropa, è molto verosimilmente arcaica. L'esempio tipico, a cui rimontano il tipo vedico e quello norreno, è dato da *wl̥kʷ-íh₂-s.
|             | Singolare | Duale          | Plurale      |
| ----------- | --------- | -------------- | ------------ |
| Nominativo  | *wl̥kʷíh₂s | *wl̥kʷiy-e      | *wl̥kʷiy-es   |
| Accusativo  | *wl̥kʷiym  | *wl̥kʷiy-e      | *wl̥kʷi-ns    |
| Vocativo    | *wl̥kʷi    | *wl̥kʷiy-e      | *wl̥kʷiy-es   |
| Genitivo    | *wl̥kʷiyos | *wl̥kʷiy-ōs     | *wl̥kʷiy-om   |
| Dativo      | *wl̥kʷiyei | *wl̥kʷī-bʰyō(m) | *wl̥kʷī-bʰios |
| Ablativo    | *wl̥kʷiyos | *wl̥kʷī-bʰyō(m) | *wl̥kʷī-bʰios |
| Strumentale | *wl̥kʷiye  | *wl̥kʷī-bʰyō(m) | *wl̥kʷī-bʰis  |
| Locativo    | *wl̥kʷī    | *wl̥kʷiyou      | *wl̥kʷī-su    |

In quasi tutte le lingue indoeuropee antiche tale declinazione viene livellata sul tipo -ī (come nell'evoluzione dal vedico al sanscrito) o si oblitera fondendosi con essa e sovrapponendosi in gran parte ai nomi atematici in -i (come nei femminili latini tipo vulpis).

#### Origine dei femminili
Le categorie di maschile, femminile e neutro non erano sistematiche nella fase più arcaica dell'indoeuropeo. Solo nei nomi di parentela si instaurava una distinzione fra membri maschi e femmine della famiglia, ma tale distinzione avveniva a livello lessicale, non a livello di desinenza. In alcuni casi si agglutinava al tema della parola la radice *esor: così la *sw-esor era la sorella, cioè la "donna di famiglia" (da *sw-) in opposizione alla moglie (*esor o *gwnah), che veniva da un altro *genos, da un altro clan familiare. La radice *esor- si trova anche nei femminili dei numerali *tri-sr-es "tre" e kwettu-sr-es "quattro". Tale forma arcaica e "difficile" di femminile viene ben presto soppiantata da altre forme, regolari e sistematiche, con desinenza propria, in laringale: *-a-h *-i-h e l'arcaicissimo *-i-h-s. Queste danno luogo alle caratteristiche desinenze con vocale lunga qui ricostruite. Ciò avverrebbe già nella fase tardo-unitaria, secondo alcuni, mentre secondo altri sarebbe un processo morfologico innovativo caratteristico di una gran parte dei dialetti indoeuropei, non però di tutta la famiglia.

### Classi di aggettivi
Esistevano certamente già nell'indoeuropeo due classi di aggettivi, una basata sulla declinazione tematica e una esemplata sulla declinazione atematica.
Gli aggettivi tematici avevano il maschile e il neutro in *-o, il femminile in *-a. Ecco alcuni paradigmi di aggettivi tematici:
- *kh₂eikos, *kh₂eikeh₂, *kh₂eikom ‘cieco, oscuro’ (cfr. lat. caecus, got. haihs ‘guercio’, irl. ant. cáech ‘cieco da un occhio’, sscr. kekara- ‘strabico’)
- *h₂ḱrós, *h₂ḱreh₂, *h₂ḱrom ‘acre’
- *néuos, *néueh₂, *néuom ‘nuovo’
- *h₁rudʰrós, *h₁rudʰréh₂, *h₁rudʰróm ‘rosso, rubizzo’ (cf. latino ruber, greco ἐρῠθρός erythrós, russo ant. rodrŭ)
- *ḱowilos, *ḱowileh₂, *ḱowilom ‘cavo, vuoto’ (cfr. greco κοῖλος koîlos, alb. thellë ‘(pro)fondo’, arm. soyl ‘buco, buca’)
- *h₁lengʷʰ-r-os, *h₁lengʷʰ-r-eh₂, *h₁lengʷʰ-r-om ‘leggero’ (cfr. greco ἐλαφρός elaphrós)

Gli aggettivi atematici avevano invece il maschile e il neutro formati sulla declinazione atematica e il femminile in *-ī. Ecco alcuni esempi di aggettivi atematici in -u:
- *swéh₂dus, *suh₂déwih₂, *swéh₂du ‘soave, dolce’ (cfr. lat. suāvis, greco ἡδύς hēdús, ingl. sweet)
- *mréǵʰus, *mr̥ǵʰéwih₂, *mréǵʰu ‘breve’ (cf. lat. brevis, ingl. ant. myrġe ‘allegro, gaio’, avest. mǝrǝzu-)
- *h₁léngʰus, *h₁ln̥gʰéwih₂, *h₁léngʰu ‘lieve, leggero’ (cf. lit. leñgvas, lengvùs, greco ἐλαχύς elakhús ‘piccolo’)
- *ténh₂us, *tn̥h₂éwih₂, *ténh₂u ‘tenue’ (cfr. sscr. tanú, ingl. thin)
- *moldús, *ml̥dwih₂, *moldu ‘molle, morbido’ (cfr. irl. meldach ‘piacevole’, ingl. mild, ceco mladý)
- *h₁oh₁ḱus, *h₁oh₁ḱwih₂, *h₁oh₁ḱu ‘veloce’ (cfr. sscr. āśú, greco ὠκύς ōkús)

Sono aggettivi atematici con tema in -nt i participi attivi, di cui si registra il paradigma sotto la flessione verbale.

### Forme di comparazione
Le forme di comparativo e superlativo in indoeuropeo sono abbastanza articolate.
In primo luogo, è diffusa una forma in *-tero-, alla base dei comparativi greci come φιλώτερος, che indicava, in origine, l'appartenenza a una categoria piuttosto che a un'altra: così, ad esempio, *dhelu-tero-s ("femminile piuttosto che maschile, femminile in opposizione a maschile"), oppure *al-tero-s "l'altro dei due, il secondo (e non il primo)".
La vera forma di comparativo è però data da un suffisso che si inserisce direttamente sulla radice (dunque è un comparativo atematico). Tale suffisso ha, nei casi forti (nominativo, vocativo di tutti i numeri, accusativo singolare e duale), la forma *yos-, e nei casi deboli *-is(n)-, e si declina come un nome atematico in nasale. Il comparativo ha la forma di un aggettivo a due terminazioni (una per il maschile e il femminile, una per il neutro). Il comparativo indoeuropeo sarà stato usato in concomitanza con genitivi o ablativi (secondo termine di paragone) o accompagnato da particelle in grado di introdurre il secondo termine di paragone, che allora aveva lo stesso caso del primo.
Il superlativo ha, come suffisso originario, *-to-s, e si declina come un aggettivo di declinazione tematica (ha il maschile e il neutro declinato come i nomi in *-o- e il femminile come i nomi in *-a-). Dalla primitiva forma in *-tos si deducono le forme in *istos (panindoeuropea), *tatos (greca), *tmo, *smo (celtico-italica). Il superlativo era sia assoluto sia relativo. Si accompagnava in genere a genitivi con funzione partitiva o ad ablativi.
Accanto alle forme standard di comparativo e superlativo erano sicuramente presenti forme perifrastiche e lessicalizzate (ciò è vero soprattutto per i superlativi).

### I pronomi

#### I pronomi personali
I pronomi personali indoeuropei mostrano quella caratteristica politematicità che si riscontra anche nelle lingue che dall'indoeuropeo derivano. Tuttavia, di base, i fondamentali temi pronominali originari sin dalla fase più arcaica sono: per la prima persona, *me ~ m̥, per la seconda *t(u) ~ te e per la terza *sw.
Questa è la declinazione del pronome di prima persona e seconda persona (forme essenziali del paradigma):
|            | 1ª persona           | 1ª persona    | 2ª persona     | 2ª persona    |
|            | Singolare            | Plurale       | Singolare      | Plurale       |
| ---------- | -------------------- | ------------- | -------------- | ------------- |
| Nominativo | *h₁éǵ(h₂) ~ *h₁eǵHóm | *wéi          | *túh₂          | *yū́s          |
| Accusativo | *m̥(m)é ~ me          | *n̥smé ~ *nos  | *twé ~ *te     | *uswé ~ *wos  |
| Genitivo   | *méme ~ *moi         | *n̥sóm ~ *nos  | *téwe ~ *toi   | *usóm ~ *wos  |
| Dativo     | *méǵʰie ~ moi        | *n̥sméi ~ *nos | *tébʰie ~ *toi | *usméi ~ *wos |
| Ablativo   | *mét                 | *n̥smét        | *twét          | *usmét        |

#### Il pronome riflessivo di terza persona
L'indoeuropeo aveva inoltre un pronome riflessivo (privo di nominativo), per la terza persona (sia singolare che plurale: situazione conservata in latino):
|            | 3ª persona riflessiva |
| ---------- | --------------------- |
| Nominativo | -                     |
| Accusativo | *swé ~ *se            |
| Genitivo   | *séwe ~ *soi          |
| Dativo     | *sébʰie ~ soi         |
| Ablativo   | *swét                 |

Originariamente, tale pronome era connesso alla radice *swe- ‘famiglia’, collegato a *su- ‘nascere’, che entra anche in composizione sin dalle fasi più arcaiche (vedi ad es. il nome *sw-esor-, formato da sw- ‘propria famiglia’ + *esor- ‘donna’: donna della propria stessa famiglia, donna nata in casa, cioè ‘sorella’, in opposizione al generico *esor-, *gwena- ‘donna, moglie’).

#### Pronomi e aggettivi possessivi
Dai pronomi personali l'indoeuropeo formava, come le lingue figlie, i pronomi possessivi: *emòs "mio", *t(e)wos "tuo", *swo-s "proprio, suo, loro", *nsmòs "nostro", *yusmòs "vostro", declinati secondo la declinazione tematica. Molte lingue hanno formato i possessivi di prima e seconda persona plurale aggiungendo al tema pronominale il suffisso oppositivo *-tero-.

#### I pronomi determinativi*soe*is
Gli unici temi di pronomi dimostrativi ricostruibili facilmente per l'indoeuropeo sono tre: *so, *to, per un pronome dimostrativo cataforico; *i, *ei, per un pronome dimostrativo anaforico.

##### Il pronome cataforico
Ecco la declinazione del pronome cataforico *so *sā *tod:
Singolare
|             | Singolare             | Singolare             | Singolare | Singolare |
|             | Maschile              | Neutro                | Femminile |           |
| ----------- | --------------------- | --------------------- | --------- | --------- |
| Nominativo  | *so                   | *tod                  | *sā       |           |
| Accusativo  | *tom                  | *tod                  | *tām      |           |
| Genitivo    | *tosyo                | *tosyo                | *tosyās   |           |
| Dativo      | *tosmōi/*tōi          | *tosmōi/*tōi          | *tosyās   |           |
| Ablativo    | *tosmōd/*tōd          | *tosmōd/*tōd          | *tosyāi   |           |
| Strumentale | *toino *tosmō? (*tō?) | *toino *tosmō? (*tō?) | *tosyā    |           |
| Locativo    | *tosmin               | *tosmin               | *tosyāi   |           |

Duale
|             | Duale       | Duale       | Duale       | Duale |
|             | Maschile    | Neutro      | Femminile   |       |
| ----------- | ----------- | ----------- | ----------- | ----- |
| Nominativo  | *tō         | *toi        | *toi        |       |
| Accusativo  | *tō         | *toi        | *toi        |       |
| Genitivo    | *toyous     | *toyous     | *toyāus     |       |
| Dativo      | *tobhyō(m)? | *tobhyō(m)? | *tābhyō(m)? |       |
| Ablativo    | *tobhyō(m)? | *tobhyō(m)? | *tābhyō(m)? |       |
| Strumentale | *tobhyō(m)? | *tobhyō(m)? | *tābhyō(m)? |       |
| Locativo    | *toyou      | *toyou      | *toyāu      |       |

Plurale
|             | Plurale     | Plurale       | Plurale   | Plurale |
|             | Maschile    | Neutro        | Femminile |         |
| ----------- | ----------- | ------------- | --------- | ------- |
| Nominativo  | *toi (*soi) | *tā (da *toh) | *tās      |         |
| Accusativo  | *tons       | *tā (da *toh) | *tāns     |         |
| Genitivo    | *toisōm     | *toisōm       | *tāsōm    |         |
| Dativo      | *toibhyos   | *toibhyos     | *tābhyos  |         |
| Ablativo    | *toibhyos   | *toibhyos     | *tābhyos  |         |
| Strumentale | *tōis       | *tōis         | *tābhis   |         |
| Locativo    | *toisu      | *toisu        | *tāsu     |         |

##### Il pronome anaforico
Questa invece la declinazione del pronome anaforico *is *ī *id:
Singolare
|             | Singolare | Singolare | Singolare | Singolare |
|             | Maschile  | Neutro    | Femminile |           |
| ----------- | --------- | --------- | --------- | --------- |
| Nominativo  | *is       | *id       | *ī        |           |
| Accusativo  | *im       | *id       | *iym      |           |
| Genitivo    | *esyo     | *esyo     | *esyās    |           |
| Dativo      | *esmōi    | *esmōi    | *esyās    |           |
| Ablativo    | *esmōd    | *esmōd    | *esyāi    |           |
| Strumentale | *esmō?    | *esmō?    | *esyā     |           |
| Locativo    | *esmin    | *esmin    | *esyāi    |           |

Duale
La ricostruzione del duale non è chiara e univoca.
Plurale
|             | Plurale  | Plurale  | Plurale   | Plurale |
|             | Maschile | Neutro   | Femminile |         |
| ----------- | -------- | -------- | --------- | ------- |
| Nominativo  | *eyes    | *ī       | *iyās     |         |
| Accusativo  | *ins     | *ī       | *iyāns    |         |
| Genitivo    | *eisōm   | *eisōm   | *eisōm    |         |
| Dativo      | *eibhyos | *eibhyos | *eibhyos  |         |
| Ablativo    | *eibhyos | *eibhyos | *eibhyos  |         |
| Strumentale | *tōis    | *tōis    | *tōis     |         |
| Locativo    | *toisu   | *toisu   | *toisu    |         |

#### Il pronome indefinito, interrogativo e relativo formato sul temakwi-
L'indoeuropeo aveva un pronome interrogativo, esclamativo e indefinito *kwis *kwid "qualcuno, chi?" alla base del greco τίς (interr.)/τις (indef.) tis, del latino quis, del vedico kis, del gotico hwis ecc. Dal tema di questo pronome deriva anche la congiunzione panindoeuropea *kwe "e, come" (cfr. latino -que, greco τε te).
Qui di séguito la flessione di *kwis *kwid:
Singolare
|             | Singolare            | Singolare | Singolare |
|             | Maschile e Femminile | Neutro    |           |
| ----------- | -------------------- | --------- | --------- |
| Nominativo  | *kwis                | *kwid     |           |
| Accusativo  | *kwim                | *kwid     |           |
| Genitivo    | *kwesyo              | *kwesyo   |           |
| Dativo      | *kwesmōi             | *kwesmōi  |           |
| Ablativo    | *kwesmōd             | *kwesmōd  |           |
| Strumentale | *kwī                 | *kwī      |           |
| Locativo    | *kwesmi              | *kwesmi   |           |

Plurale
|             | Plurale              | Plurale    | Plurale |
|             | Maschile e Femminile | Neutro     |         |
| ----------- | -------------------- | ---------- | ------- |
| Nominativo  | *kweyes              | *kwī       |         |
| Accusativo  | *kwins               | *kwī       |         |
| Genitivo    | *kweisōm             | *kweisōm   |         |
| Dativo      | *kweibhyos           | *kweibhyos |         |
| Ablativo    | *kweibhyos           | *kweibhyos |         |
| Strumentale | *kweibhis            | *kweibhis  |         |
| Locativo    | *kweisu              | *kweisu    |         |

Duale
Mancano ricostruzioni univoche per il duale.
Un ulteriore tema di pronome indefinito è rappresentato da *smo- (cfr. l'inglese some); è inoltre attestata una forma *mo- in ambito anatolico.

### I numerali

#### Numerali cardinali
Nel proto-indoeuropeo ricostruito, fra i numerali cardinali, solo quelli dall'1 al 4 erano aggettivi sottoposti a flessione (in indoiranico e celtico il 3 e il 4 erano declinati anche al femminile con una speciale parola per "donna").
Ecco le ricostruzioni (per i numerali declinabili, tranne *duwo, *dwo, sono date le forme maschili, femminili e neutre):
- *sems, *smī, *sem 1; *ojos *ojā *ojom, *oinos *oinā *oinom, *oikos *oikā *oikom (varianti per "unico, solo");
- *d(u)wō 2; *(am)bhō "entrambi";
- *trej-es; *trisres *trī (> trih) 3;
- *kwettwor-es *kwettusres *kwettwor 4;
- *pénkwe 5;
- *(s)weks 6;
- *septm 7;
- *(h)oktō 8;
- *(h)newn 9;
- *dékm(t) 10;
- *wīkomt 20;
- *trīkomt 30;
- *kwettwrkomt 40;
- *penkwekomt 50;
- *(s)wekskomt 60;
- *septmkomt 70;
- *(h)oktōkomt 80;
- *newnkomt 90;
- *kmtòm 100.

Per le centinaia è possibile che l'indoeuropeo, come il vedico, ricorresse a tre dinamiche di formazione:
1. la creazione di un sostantivo neutro a partire da *kmtòm (dinamica presente anche in gotico): esempio *trī *kmtā *gwowom "tre centinaia di vacche" seguito, come si può vedere, da un genitivo partitivo;
2. la creazione di un aggettivo composto: esempio *trkmtōs *trkmtās *trkmtā (come in vedico, greco e latino e nella maggior parte delle lingue indoeuropee);
3. la creazione di un composto usato come collettivo e seguito dal genitivo partitivo, esempio *trkmtom gwowom (come in vedico e in latino arcaico).

Non esiste una formazione univocamente ricostruibile per il numerale 1000. Tuttavia la maggior parte degli studiosi ritiene plausibile che:
1. il sanscrito sahasram, l'avestico hazahra-, il greco antico χίλιοι khìlioi, il latino mīlle da *mi-hi-li (dove mi < *smi-h, femminile di *sem), siano da ricondursi a un'espressione del tipo *sem (*sm) *gheslo-m o *smī *gheslī;
2. il germanico, il baltico e lo slavo abbiano innovato, creando una nuova forma a partire dal participiale *tūsntī "abbondante".

#### Numerali ordinali
I numerali ordinali presentavano, nella fase più arcaica dell'indoeuropeo (il proto-indoeuropeo agglutinante), il suffisso *-ò-, da cui, per risegmentazione e analogia, si ricavò, in alcune forme, il classico suffisso del tardo indoeuropeo comune *-tò-.
Qui di séguito la situazione del protoindoeuropeo arcaico e la sua evoluzione nelle fasi tardounitarie e nei protodialetti indoeuropei per i numerali ordinali da "terzo" in poi (per i numerali ordinali "primo" e "secondo" si deve fare un discorso a parte) - nell'elenco, per ogni riga si mostrano nell'ordine: 1) la forma indoeuropea arcaica, 2) la forma tardounitaria, 3) le principali forme di base attestate all'inizio della dissoluzione dell'unità panindoeuropea:
- *triy-o → *tri-yo → *tri-to, *tr-tiyo "terzo";
- *kwtur-o → *kwtur-iyo → *kwetwr-to *kwetur-to "quarto";
- *pnkw-o → *penkw-to → *penkw-to, *kwenkw-to "quinto";
- *suks-o → *suks-o → *sweks-to "sesto";
- *septm-o "settimo" (forma rimasta invariata dalle fasi più arcaiche);
- *oktuw-o → *oktuw-o → *oktuw-o *oktōw-o "ottavo";
- *newn-o "nono" (forma rimasta invariata dalle fasi più arcaiche);
- *dekmt-o → *dekm-to (risegmentazione) → *dekm-o, *dekm-to "decimo";
- *wīkmt-o → *wīkm-to (risegmentazione) → *wīkmt-to *wīkmt-t-mo "ventesimo".

I numerali ordinali del significato di "primo" e "secondo" hanno una storia più articolata:
1. la radice per "primo" è genericamente *pr, che dà luogo alle forme *prrmos e *prrwos;
2. il numerale "secondo", come attestato da latino e gotico, era costituito da un aggettivo come *al-tero-s, la cui radice *al- significa "altro" e il cui suffisso *-tero- era un suffisso indicante distinzione; il latino, dalla radice *sekw- "seguire", ha sviluppato secundus; il greco ha innovato, costruendo un numerale ordinale nuovo a partire da *duwō "due".

#### Numerali distributivi
L'indoeuropeo possedeva inoltre alcuni avverbi moltiplicativi. Gli unici chiaramente ricostruibili sono i seguenti:
- *dwis "due volte";
- *tris "tre volte";
- *kwetrus "quattro volte".

L'espressione "una volta" era ottenuta in varie maniere (ad esempio, con lo strumentale neutro di *sem "uno") o con una serie di locuzioni. Per questo numerale moltiplicativo non esiste pertanto un'unica espressione comune a tutte le lingue indoeuropee.
Quanto ai numerali distributivi, presenti ad esempio in latino (esempio bini "a due a due, due alla volta", terni "a tre a tre, tre alla volta") questi sono un'innovazione locale, a partire dall'estensione a tutti i numeri del suffisso *-no, proprio di *oi-no-s "uno solo, uno solo per volta, unico".

## Origine del sistema flessionale nominale e pronominale indoeuropeo

### L'evoluzione della struttura sintattica di base del protoindoeuropeo e l'ipotesi dell'indoeuropeo arcaico come lingua ergativa
Una caratteristica tipica dell'indoeuropeo è la sua natura di lingua accusativa. Strutturale, in una lingua accusativa, è la distinzione fra il soggetto (che nelle lingue accusative a casi ha la marca del nominativo) e l'oggetto (che nelle lingue accusative a casi ha invece la marca dell'accusativo) dell'azione. Tuttavia un dato curioso emerge dall'analisi dell'uso dei neutri (e l'opposizione "animato" vs. "neutro") in molte lingue antiche, come il vedico, l'ittita nesico e il greco. Come ha riscontrato il linguista Romano Lazzeroni, che ha studiato l'uso dei neutri in Omero e nella poesia epica greca arcaica in generale, quando uno stesso fenomeno o oggetto del mondo naturale (ad esempio il sogno, il sole, l'acqua) sono marcati dal genere neutro, essi non compaiono mai come soggetti di verbi attivi: «come soggetti di verbi si riscontrano solo i corrispondenti nomi animati». Inoltre, tali neutri sono spesso usati, allo strumentale (nelle lingue antiche che ce l'hanno) o con altra marca morfologica, per indicare la causa efficiente di un'azione passiva. Molti studiosi interpretano oggi questo fenomeno come un indizio indiretto del fatto che l'indoeuropeo, nella sua fase più arcaica, non fosse una lingua accusativa, ma una lingua ergativa (o, in alternativa, avesse subito l'influsso di lingue ergative parlate in aree vicine all'ipotetica patria originaria, su cui molto si discute). In una lingua ergativa la distinzione strutturale si ha non più fra soggetto e non soggetto dell'azione o dello stato indicati dal verbo, ma fra tutto ciò che è soggetto dell'azione del verbo transitivo e tutto ciò che non lo è. Il soggetto dell'azione del verbo transitivo è marcato dal caso ergativo (dal greco ἔργον èrgon "azione": dunque ergativo significa "caso dell'agente", per lo più concepito come animato, che compie un'azione che ricade sull'oggetto del verbo), il soggetto di un verbo di stato o della copula è marcato dal caso assolutivo, caratterizzato, rispetto all'ergativo, da mancanza di desinenza (ad esempio in basco, una lingua ergativa relitto di una famiglia linguistica pre-indoeuropea, l'ergativo è spesso marcato da una desinenza -k, mentre l'assolutivo non ha desinenza). I dati di fatto su cui gli studiosi si basano per affermare l'ergatività dell'indoeuropeo arcaico sono i seguenti:
1. i neutri indoeuropei, specialmente i più arcaizzanti neutri della declinazione atematica, non hanno desinenza né al nominativo, né all'accusativo, né al vocativo;
2. in una lingua come il greco, la parola ἡμέρα hēmèrā "giorno", femminile, può essere usata per indicare il giorno come entità divina animata, capace di azione intenzionale, mentre la parola ἧμαρ hḕmar "giorno", neutra, della stessa radice, non è usata mai come soggetto di verbi transitivi attivi, né può mai essere personificata (e lo stesso vale per la coppia maschile ὁ ὄνειρος ho òneiros vs. neutro τὸ ὄναρ to ònar "sogno");
3. lo stesso avviene, per lo meno in fasi molto arcaiche, anche nella maggior parte delle altre lingue indoeuropee antiche, dunque il fenomeno di cui al punto 2) non è specifico del greco.

Da questi dati si ricava che, verosimilmente, nella sua fase più arcaica, la lingua delle cosiddette tribù indoeuropee non differenziava tanto il genere animato (maschile e femminile) dal genere inanimato (neutro) quanto piuttosto l'agente (ergativo) dal non agente (assolutivo). Quella che è una più tarda distinzione di classificazione semantica nasce da una più arcaica distinzione di carattere grammaticale, morfologico e sintattico insieme.
I linguisti identificano nell'elemento *-s di molti nominativi maschili e femminili una delle possibili marche morfologiche dell'ergativo originario, almeno per la declinazione nominale. La desinenza originaria per il caso dell'agente del verbo transitivo, o del soggetto (a seconda se si è pro o contro l'idea dell'indoeuropeo ergativo) era, per il plurale, *-es', che nelle declinazioni tematiche in -o- e -a- si contrae, dando luogo alle desinenze *-ōs e *-ās.

#### Origine dei nominativi femminili singolari e dei casi retti neutri plurali
I nominativi femminili *-ā e *-ī del tardo indoeuropeo comune sono certamente derivati dalla fusione delle vocali radicali con le laringali. Le desinenze originarie erano dunque *-ah e *-ih. Le vocali lunghe dei nominativi si sono poi estese per analogia a tutta la declinazione. La desinenza neutra plurale originaria era -h, che poi ha dato origine alle desinenze *-ə (dopo consonante), *-ā (da *-oh) e *-ī nei neutri in vocale dolce di aggettivi e pronomi (a partire da *-ih).

### Ipotesi alternative: l'ipotesi di un'opposizione agentivo-inagentivo nelle fasi arcaiche del protoindoeuropeo
Alcuni linguisti pensano invece che l'indoeuropeo originario avesse una struttura sintattica fondata sull'opposizione fra un caso dell'agente (agentivo) che è proprio del soggetto di tutti i verbi di forma attiva, e un caso del non agente (inagentivo) proprio del complemento oggetto dei verbi transitivi, dei complementi predicativi e del soggetto della frase passiva.
Allo stato attuale, la situazione dell'indoeuropeo originario per quanto riguarda i casi sintattici fondamentali e le loro relazioni è controversa. Molti, a partire da molti orientamenti metodologici diversi (per citare alcuni illustri nomi, Villar, Campanile, Szemerényi) preferiscono accantonare l'idea che l'indoeuropeo arcaico fosse ergativo o agentivo, e tendono a considerare l'accusatività come una peculiarità di questa protolingua sin dalle più remote origini. L'ipotesi ergativa riscuote un certo fascino, anche per la possibilità di avvicinare l'indoeuropeo alle lingue caucasiche; poco credito ha l'ipotesi di una sintassi originaria agentivo-inagentiva.

### L'origine degli altri casi della flessione dell'indoeuropeo tardo

#### L'origine dell'accusativo
L'accusativo semplice, in molte lingue indoeuropee antiche, conserva, in particolare nelle fasi più arcaiche o nei relitti di stadii linguistici più remoti, una duplice funzione: esso indica l'oggetto dell'azione (esempio: lat. hostes urbem capiunt "i nemici prendono la città") e il moto a luogo (esempio: lat. hostes urbem petunt "i nemici assalgono la città", ma anche "si dirigono verso la città"). I linguisti riconducono la desinenza -m, tipica dell'accusativo, a una posposizione *em *m "verso, in direzione di, contro", ancora presente in antico irlandese e in sanscrito. L'accusativo sarebbe dunque un antico caso di determinazione spaziale indicante il moto a luogo, un allativo.
Una frase semplice tipica come *wlkwòs *ékwom *edti andrebbe pertanto interpretata in origine come "da parte del lupo (soggetto ergativo) contro il cavallo (allativo) un morso, per opera sua (radice verbale + pronome ridondante, al caso ergativo)", da cui poi deriva il significato "il lupo mangia il cavallo", (lat. lupus equum edit, gr. ant. λύκος ἵππον ἐσθίει lýkos hìppon esthìei, sscr. vrkah asvam adti ecc.). La desinenza *-m, derivante da posposizione allativa, compare anche al plurale, nella forma foneticamente adattata *-n-s, dove -s è la marca, universalmente riconosciuta, del plurale. La struttura dell'accusativo singolare e plurale, che in origine appare così trasparente quanto a costituzione morfologica, è uno degli indizi indiretti che portano i linguisti a pensare che l'indoeuropeo fosse in origine una lingua agglutinante.

#### L'origine del genitivo singolare e plurale
Molto verosimilmente, l'origine del genitivo va rintracciata in una forma aggettivale, data la paragonabilità di *-os e *-om a desinenze di aggettivi tematici. Questi aggettivi avranno originariamente avuto un significato di provenienza (*regom *medhu "la bevanda regale", dunque "la bevanda dei re"). Il genitivo sembra avere significato e spesso desinenza contigui all'ablativo di provenienza, da cui probabilmente si sviluppa, sostituendo forse un antico caso possessivo scomparso. Il genitivo indica la persona o la cosa a partire dalla quale si determina l'appartenenza e può avere funzione anche partitiva; il possessivo è un caso con sfumatura leggermente diversa: indica strettamente il possessore di un bene o di un oggetto; in nessuna lingua esistono pertanto possessivi partitivi.

#### L'origine dell'ablativo, del dativo e dello strumentale
Per l'ablativo singolare di declinazione atematica si può fare lo stesso discorso che si è fatto per il genitivo: probabilmente, la desinenza *os, *es, *s è collegata con antichi aggettivi di provenienza. Nella declinazione tematica, la desinenza *ōd deriva dalla contrazione della vocale tematica *-o- con la posposizione *ed, che indica moto da luogo. Gli ablativi plurali e duali sembrano avere la stessa derivazione di dativi e strumentali, a partire dalla posposizione *bhi dai molteplici e apparentemente contrastanti significati. Tale posposizione è rinvenibile in forme greche arcaiche come βίη-φι, o nel sanscrito abhi, o nell'inglese by, o nel tedesco be- (prefisso non separabile di composizione verbale, come ad esempio in be-treten) e bei. I molti significati di *bhi (lungo, a partire da, verso, in prossimità) rendono conto di tutti gli usi dei casi ablativo, dativo e strumentale (complemento di mezzo, di termine, dativo di relazione, ablativo di estensione ecc.). Se la situazione di dativi e strumentali plurali è abbastanza chiara, lo stesso non si può dire appieno per le desinenze singolari. Nella declinazione atematica, il dativo ha *ei, lo strumentale *e, mentre le desinenze tematiche sono derivate da contrazione con la vocale *-o-. Più tardi, lo strumentale tende a essere rafforzato con le posposizioni *-bhi (area greco-indoaria) e *-mi (area slava). La scarsa trasparenza morfologica delle desinenze originarie e la tendenza dei dialetti indoeuropei più tardi a rendere trasparenti queste desinenze con proposizioni meglio riconoscibili sembra far riferimento ad una situazione originaria propria di una lingua flessiva, con pochi casi sintattici di base che vengono arricchiti con affissi e posposizioni (la stessa cosa che capita in certe lingue caucasiche, come il tabassarano). Questo indizio sembra in contraddizione con l'idea di un protoindoeuropeo arcaico agglutinante. L'affiorare, sotto le desinenze tarde, di panorami originari contraddittori potrebbe essere l'ultima eco di una creolizzazione, una conferma indiretta dell'ipotesi del doppio strato dell'indoeuropeo.

#### L'origine del locativo
Il locativo sembra derivare dall'inserzione, sul tema o sulla radice della parola, dell'affisso *i (forse alla base anche del tema pronominale di *is), che significa "qui, ora, dentro" e che si rinviene nelle desinenze primarie della flessione del verbo.

## Morfologia verbale
L'originario sistema di coniugazione indoeuropeo ha dato origine a strutture diversissime nelle diverse lingue figlie. Una coniugazione estremamente articolata per modi e tempi (oltre che per persone e numeri) è presentata dal sanscrito e dal greco (che hanno in comune forme di duale largamente attestate per tutti i tempi e i modi).
Il sanscrito, sin dalla fase più arcaica, nota come vedico, mostra forme di coniugazione assai complesse:
- in primo luogo, tre diatesi, attiva, media e passiva (distinte chiaramente nel presente e nell'imperfetto, nonché in alcune forme di aoristo);
- cinque modi finiti (indicativo, congiuntivo, ottativo, imperativo, ingiuntivo), due indefiniti (participio, e una forma infinitiva, di uso limitato, in -dhyai, con accanto un ampio ventaglio di nomi astratti deverbali, fra cui le formazioni in -tus, dai cui accusativi verranno le forme di infinito classiche), una forma di aggettivo verbale;
- sette tempi (presente, imperfetto, futuro, aoristo, perfetto, piuccheperfetto, condizionale).

Parimenti il greco antico ha un sistema di coniugazione alquanto raffinato; in esso compaiono:
- tre diatesi (come in sanscrito), chiaramente distinte nell'aoristo e nel futuro;
- quattro modi finiti (indicativo, congiuntivo, ottativo, imperativo) e due indefiniti (infinito e participio), più due aggettivi verbali (l'aggettivo verbale in -τός -tòs, indicante possibilità dell'azione o azione compiuta, quello in -τέος -tèos, indicante opportunità o necessità);
- sette tempi: presente, imperfetto, futuro, aoristo, perfetto, piuccheperfetto e futuro perfetto.

Non dissimile è la situazione del latino, che tuttavia, in contrasto con le opposizioni a tre di numero, diatesi, aspetto proprie del verbo sanscrito e greco, ha un impianto di coniugazione basato su opposizioni a due: presente, imperfetto, futuro, per l'azione durativa (infectum), perfetto, piucchepperfetto e futuro anteriore per l'azione compiuta (perfectum); modo dell'oggettività (indicativo), opposto al modo della soggettività (congiuntivo), con l'imperativo a fare da modo finito "debole" con un minor numero di forme; un'ampia gamma di forme indefinite (infinito, participio, supino, gerundio, gerundivo); due diatesi (attiva e passiva, sotto cui il medio si cela come categoria coperta).
Diversamente dalle lingue classiche e dal sanscrito, le lingue germaniche, esemplificate dal gotico, nella fase più antica evidenziano sistemi verbali più semplici:
- due diatesi: attiva e passiva;
- tre modi finiti: indicativo, congiuntivo e imperativo (e due indefiniti, infinito e participio);
- due tempi: presente e perfetto.

Un caso estremo di minimalizzazione del sistema è rappresentato dall'ittita:
- due diatesi (attiva e medio-passiva);
- due modi (indicativo e imperativo);
- due tempi (presente e passato).

A partire da questo largo campionario linguistico, è abbastanza agevole ricostruire il sistema originario della coniugazione della lingua madre.

### Nozioni e categorie del verbo indoeuropeo
In primo luogo ci si deve chiedere se la situazione dell'indoeuropeo sia rispecchiata dai sistemi estremamente articolati del greco e del sanscrito, oppure se questi ultimi siano un'innovazione a partire da sistemi più semplici come quello del germanico o dell'ittita. La risposta che ci viene dai dati linguistici in nostro possesso è che l'evoluzione linguistica (specialmente nel ramo kentum) si è mossa in direzione di un sincretismo di forme e di una semplificazione del tutto simili a quelle riscontrate nella declinazione per il sistema dei casi. Una prima domanda da porsi è quali fossero le categorie e le nozioni che caratterizzavano la coniugazione verbale della protolingua.

### Una nozione linguistica parzialmente obliterata: l'aspetto
Innanzitutto, il verbo indoeuropeo possedeva una nozione linguistica che in molte parlate indoeuropee ha finito per obliterarsi e sparire: la nozione di aspetto verbale, indicante la qualità dell'azione. L'aspetto ha un ruolo fondamentale nelle lingue slave, che tuttora distinguono sistematicamente, in ogni verbo, almeno un aspetto imperfettivo (indicante un'azione incompiuta e durativa), da un aspetto perfettivo (indicante un'azione compiuta).
Altrettanto forte è il ruolo dell'aspetto verbale nel greco antico (ma ampie vestigia se ne conservano ancora oggi nel greco moderno), il quale distingue sistematicamente tre temi temporali dal marcato carattere aspettuale: il presente (aspetto durativo), l'aoristo (aspetto momentaneo), il perfetto (aspetto perfettivo, dell'azione compiuta). Nel sanscrito i tre temi temporali del greco sono presenti, ma non conservano appieno la loro connotazione aspettuale. In latino il sistema dell'infectum, basato sul tema del presente, è sistematicamente opposto al sistema del perfectum, basato sul tema del perfetto. Manca un aoristo, tuttavia ne esistono diffuse attestazioni indirette (suffisso -si del perfetto, futuri in -s-, come facsit, derivato da congiuntivo aoristo, nelle Leggi delle dodici tavole), dunque il verbo latino ha innovato attuando una fusione fra aoristo e perfetto.
Ne consegue che per l'indoeuropeo si devono in prima battuta postulare tre temi temporali (e dunque almeno tre tempi fondamentali) con una forte connotazione aspettuale:
- il presente, indicante azione durativa nel presente (esempio *bherō "sto portando");
- l'aoristo, indicante azione momentanea nel passato, un'azione colta nel momento del suo inizio (aoristo ingressivo), o nell'istante finale del suo compiersi (aoristo egressivo) - esempio *(é)bhugét "prese a fuggire"; l'aoristo, essendo un tempo storico, ha probabilmente come caratteristica un prefisso, l'aumento, su cui ci soffermeremo fra breve;
- il perfetto, indicante lo stato presente derivante da un'azione passata (esempio *wòida "ho trovato, so" in opposizione all'aoristo *(é)widòm "io vidi, scoprii").

### L'opposizione fra tempi principali e tempi storici: l'aumento
In tutte le lingue indoeuropee vige la distinzione, a livello di desinenze verbali, fra desinenze primarie (tipiche del presente indicativo e dei tempi principali in genere) e desinenze secondarie (tipiche, con alcune eccezioni, delle forme di passato, i tempi storici, come l'imperfetto e l'aoristo, e dei modi diversi dall'indicativo).
Talune lingue indoeuropee, in particolare le lingue indoarie e i dialetti greci, oltre a distinguere i tempi passati dal presente mediante l'impiego delle desinenze secondarie, aggiungono, come tratto distintivo del passato, un prefisso che si antepone alla radice verbale: il cosiddetto aumento sillabico, rappresentato in sanscrito da una a e in greco da una ἐ- e-, con la variante, in entrambe le lingue, dell'aumento temporale costituito dall'allungamento della vocale iniziale di radice nei verbi che appunto cominciano per vocale. La questione della presenza eventuale dell'aumento (sillabico o temporale) nell'indeuropeo è resa controversa da una serie di dati. In primo luogo, sia in greco sia in sanscrito, l'aumento sembra tipico dell'indicativo nelle forme di preterito che, come l'aoristo, posseggono altri modi. Fra le lingue indo-arie il vedico, forma arcaica del sanscrito, e il sanscrito stesso, posseggono una forma modale, nota come ingiuntivo (tuttavia nel sanscrito classico ne sono rimaste solo poche tracce), che si configura in tutto e per tutto come un imperfetto o un aoristo senza aumento, e viene usato, fra l'altro, nelle frasi iussive per formare un imperativo negativo (ingiuntivo preceduto dalla particella mā "non", equivalente al greco mē). Tuttavia l'uso delle forme di ingiuntivo sembra poco chiaro, dato che questa forma modalizzata di imperfetto o di aoristo senza aumento è usata nei contesti e con le funzioni più disparate, specialmente in catene di frasi coordinate, in testa alle quali c'è una proposizione con un verbo meglio caratterizzato o dalle desinenze primarie o dall'aumento: ecco alcuni esempi del Ṛgveda:
- Agnis ... dadāti ... carat "Agni (= il fuoco, indoeuropeo *egnis, cfr. lat. ignis) dà ... crea (presente indicativo seguito da ingiuntivo)";
- krnu ... vidas "fa' ... crea";
- srnava ... dhāt "tu devi ascoltare ... e gli deve porre ...".

Meno chiara ancora è la situazione originaria dei dialetti greci riguardo all'aumento. Il miceneo non attesta l'aumento in modo sistematico; tuttavia si deve ricordare che la lingua delle tavolette in Lineare B è solo una delle varianti diacoriche del greco dell'età del bronzo. In Omero forme con aumento e forme senza aumento sono entrambe presenti, in base ad esigenze ritmiche, ma si deve ricordare che il greco di Omero è una lingua d'arte, che non è stata mai parlata realmente, ed è il frutto di una tradizione orale dalle molte voci e dai molti centri di irradiazione. In età classica l'aumento appare comunque troppo organicamente connesso al sistema di coniugazione del verbo greco per non essere antico. Una soluzione plausibile, in accordo con i fatti, viene offerta dall'ipotesi della Konjunktionsreduktion: in una sequenza, per lo più breve, di frasi coordinate, alcuni contrassegni verbali (aumento, marca -i delle desinenze primarie, marca -u dell'imperativo) possono essere rimpiazzati da forme neutrali, se quegli stessi contrassegni verbali sono stati indicati chiaramente e con precisione all'inizio. In indeuropeo si saranno certamente date sequenze di coordinate di questo tipo:
- *éludhet ... *widét "giunse (aoristo con aumento) ... vide (forma ridotta senza aumento dopo la congiunzione coordinante - all'origine dei preteriti omerici senza aumento)";
- *éwidet ... *bhugét "vide (aoristo con aumento) ... fuggì (forma ridotta senza aumento)";
- *wéidetu ... *bhéuget "che egli scorga (imperativo marcato da *-u, cfr. le forme sanscrite di imperativo presente) ... fugga (forma ridotta - alla base degli ingiuntivi del sanscrito)";
- *egnis *didōti ... *kéret "il fuoco dà (presente marcato da desinenza primaria) ... crea (forma ridotta)" - la retrotraduzione indoeuropea del primo degli esempi del Rgveda visti sopra.

Il fatto che in Omero si diano talora dei casi di coordinazione fra un imperfetto e un presente indicativi, nei quali il presente sembra svolgere il ruolo di forma neutrale, conferma indirettamente l'ipotesi della riduzione dovuta a congiunzione coordinante.
La presenza dell'aumento è inoltre indirettamente attestata in altre aree linguistiche fuori dell'indoario e del greco: un esempio chiaro è fornito da terze persone singolari di forme di preterito anomale in antico irlandese.
Se ne deduce, per la lingua madre, un quadro abbastanza articolato, in equilibrio dinamico: l'aumento è una caratteristica del passato nell'indeuropeo, ma viene sovente omesso a causa del fenomeno della Konjunktionsreduktion; la situazione indoeuropea è conservata in vedico, sistematizzata nell'opposizione fra tempi con aumento e forme di ingiuntivo; nei dialetti greci abbiamo una fluidità di varianti diacoriche (alcuni dialetti mostrano una situazione instabile relativamente all'aumento, altri aboliscono la legge della riduzione da congiunzione e conservano l'aumento in modo sistematico e regolare);
le altre lingue indoeuropee aboliscono l'aumento, attuando un sincretismo dei tempi (germanico), o ristrutturando il sistema verbale attraverso forme perifrastiche, le cui componenti poi si combinano con le radici verbali, a costituire una nuova flessione temporale (latino e dialetti italici).
A ulteriore postilla della condizione originaria dell'aumento si aggiungerà che esso, come in greco, era proprio solo dell'indicativo, l'unico modo che, descrivendo l'azione reale, indicava anche la sua collocazione nel tempo, oltre che il suo aspetto.
A conclusione di quanto abbiamo detto, il verbo indoeuropeo nella fase arcaica avrà presentato semplicemente un'opposizione fra presente e passato. Quello che noi ricostruiamo dalle lingue indoeuropee storicamente note e attestate è però il tardo indoeuropeo comune, che aveva sviluppato un sistema a quattro tempi: presente, imperfetto, aoristo, perfetto. A questi quattro tempi si aggiungono vari espedienti morfo-sintattici per indicare un'azione che è tipica del futuro, il quale però, nella fase tardo-unitaria dell'indoeuropeo, non ha una fisionomia definita come tempo verbale a sé.

### Formazione e coniugazione dei tempi del verbo indoeuropeo

#### Il presente

##### Desinenze primarie e desinenze secondarie - declinazione atematica e tematica
Per il presente dei verbi indoeuropei si ricostruiscono due forme di coniugazione: quella atematica e quella tematica. La coniugazione atematica è caratterizzata dall'inserzione delle desinenze direttamente sulla radice del verbo. Nella declinazione tematica si riscontra invece la presenza di un suffisso vocalico con apofonia, *e, *o. La o in genere compare davanti a consonante nasale, in origine bilabiale (m) poi anche dentale (n), mentre la e si trova davanti a consonante dentale o alveolare (s, t, dh). Le desinenze della coniugazione si distinguono in primarie e secondarie. In realtà ad essere nate per prime sono le desinenze secondarie: esse sono sostanzialmente le stesse, sia nella declinazione atematica, sia nella declinazione tematica: per l'attivo, singolare *m, *s, *t, plurale *me, *te, *nt, duale *we, *tom, *tām; per il medio: *ā *so *to, *medhā *dhwe *nto, *wedhā. Mancano per il duale del medio ricostruzioni attendibili relative alla seconda e alla terza persona; le desinenze secondarie si rinvengono nell'imperfetto e nell'aoristo, nonché nei modi diversi dall'indicativo. A partire dalle desinenze secondarie si formano le desinenze primarie, per lo più mediante un affisso *i che era un avverbio di luogo e tempo ("qui, ora"), o attraverso l'aggiunta di una *-s finale. Nelle desinenze primarie la coniugazione atematica diverge da quella tematica; le desinenze primarie attive della declinazione atematica sono infatti:
1. verbo atematico attivo: *mi, *si, *ti, *mes, *te, *(e)nti, *wes, *tes, *to-? (manca per il duale una ricostruzione attendibile della terza persona);
2. verbo tematico attivo (desinenze + vocale tematica): *ō, *e-si, *e-ti, *o-mes, *e-te. *o-nti, *o-wes, *e-tes, *e-to-? (con la solita lacuna della terza duale).

Per il medio, le desinenze primarie sono sempre le stesse: *āi, *soi, *toi, *mesdhā, *dhwe, *ntoi, *wesdhā (non vi sono ricostruzioni univoche per la seconda e la terza duale).
La coniugazione atematica aveva inoltre la caratteristica alternanza vocalica della radice dovuta ad apofonia: le prime tre persone dell'indicativo presente mostrano il grado normale della radice (con vocale e) mentre il resto del paradigma ha il grado debole (scomparsa della vocale). Inoltre, l'accento nel duale e nel plurale si sposta sulla desinenza.
Nei verbi atematici l'alternanza vocalica interessava anche gli altri modi del presente: ad esempio, l'ottativo mostrava sistematicamente il grado debole; il congiuntivo aveva invece il grado normale, ma è molto probabile che, almeno nei verbi atematici, fosse formato direttamente sul tema verbale, non sul tema del presente: ne sono indizio ad esempio le forme latine arcaiche di congiuntivo come attigam da attingo (come si nota, il congiuntivo perde la n tipica del tema del presente).

##### Modi del presente
In base alla ricostruzione condotta a partire dalle varie lingue indoeuropee antiche, per la protolingua si devono postulare, in relazione al tema del presente, oltre all'indicativo che connota l'azione reale, i seguenti modi:
1. il congiuntivo, modo dell'azione prospettata, dell'eventualità e dell'esortazione; il suo suffisso è la semplice vocale tematica per i verbi atematici, e la vocale tematica allungata (derivata dalla contrazione della vocale tematica di base con la vocale tematica che fa da suffisso modale) per i verbi tematici; è caratterizzato dalle desinenze temporali; nelle forme atematiche si crea dal tema verbale; nelle forme tematiche, dal tema del presente;
2. l'ottativo, il modo della potenzialità e del desiderio; il suo suffisso, nella declinazione atematica, è *-yē- (-*iyē- dopo sillaba lunga per la legge di Sievers-Edgerton) nel singolare e *ī nel plurale e nel duale; ha inoltre l'apofonia al grado debole; nelle forme tematiche il suffisso è ridotto ad *i ed è impiantato su una vocale tematica al grado pieno *o, così da assumere la caratteristica forma *oi, *oy;
3. l'imperativo, il modo del comando, che aveva come caratteristica le desinenze in *-u; accanto a queste esisteva un imperativo futuro con caratteristiche desinenze in *tōd, derivate da una fusione delle desinenze verbali con una forma secondaria dell'ablativo del pronome neutro *to- "quello";
4. accanto a questi appena elencati, che sono i modi finiti, l'indoeuropeo aveva anche un participio, il cui suffisso attivo è *-ont, mentre al medio c'è la caratteristica forma in *-menos;
5. mancava invece nella protolingua una forma sistematica di infinito, a meno di non ipotizzare, a partire dal greco, dal vedico e dall'antenato del gerundio latino un elemento *-dhyāi, impiantato sul tema verbale; le lingue indoeuropee storiche continuano in varia forma i casi accusativo, locativo e ablativo derivati da nomi astratti formati sulle radici verbali, soprattutto in base ai suffissi di derivazione lessicale: *-os (neutro in sibilante, alla base degli infiniti latini), *on-om (neutro tematico, alla base degli infiniti germanici), *tus (maschile in -u, da cui derivano il supino attivo e passivo del latino e l'infinito del sanscrito, la forma classica del vedico).

##### Paradigmi di coniugazione del presente
Verbi atematici
Qui di séguito il presente della radice *es "essere":
|                               | Indicativo       | Congiuntivo      | Ottativo         | Imperativo       |
| ----------------------------- | ---------------- | ---------------- | ---------------- | ---------------- |
| 1° singolare                  | *ésmi            | *ésō             | *syēm            | -                |
| 2° singolare                  | *éssi            | *eses            | *syēs            | *es / *sdhi      |
| 3° singolare                  | *ésti            | *eset            | *syēt            | *estu            |
| 1° plurale                    | *smés            | *esome           | *sīme            | -                |
| 2° plurale                    | *sté             | *esete           | *sīte            | *(e)ste          |
| 3° plurale                    | *sénti           | *esont           | *siyent          | *sentu           |
| 1° duale                      | *swés            | *esowe           | *sīwe            | -                |
| 2° duale                      | *stés            | *esetom          | *sītom           | *(e)stom         |
| 3° duale                      | *sto-?           | *esetām          | *sītām           | *(e)stām         |
| Participio Masch. femm. neut. | *sōn *sontī *son | *sōn *sontī *son | *sōn *sontī *son | *sōn *sontī *son |

Qui di séguito invece il presente della radice *yeug "aggiogare" (tema del presente con infisso nasale: *yun(e)g-):
|                               | Forma attiva              | Forma attiva              | Forma attiva              | Forma attiva              |  | Forma media                     | Forma media                     | Forma media                     | Forma media                     |
|                               | Indicativo                | Congiuntivo               | Ottativo                  | Imperativo                |  | Indicativo                      | Congiuntivo                     | Ottativo                        | Imperativo                      |
| ----------------------------- | ------------------------- | ------------------------- | ------------------------- | ------------------------- |  | ------------------------------- | ------------------------------- | ------------------------------- | ------------------------------- |
| 1° singolare                  | *yunégmi                  | *yeugō                    | *yungìyēm                 | -                         |  | *yungāi                         | *yeugā                          | *yungìyā                        | -                               |
| 2° singolare                  | *yunégsi                  | *yeuges                   | *yungìyēs                 | *yunégdhi                 |  | *yungsoi                        | *yeugeso                        | *yungīso                        | *yungso                         |
| 3° singolare                  | *yunégti                  | *yeuget                   | *yungìyēt                 | *yunégtu                  |  | *yungtoi                        | *yeugeto                        | *yungīto                        | *yungto                         |
| 1° plurale                    | *yungmés                  | *yeugome                  | *yungīme                  | -                         |  | *yungmésdhā                     | *yeugomedhā                     | *yungīmedhā                     | -                               |
| 2° plurale                    | *yungté                   | *yeugete                  | *yungīte                  | *yungté                   |  | *yungdhwem                      | *yeugedhwem                     | *yungīdhwem                     | *yungdhwe                       |
| 3° plurale                    | *yungénti                 | *yeugont                  | *yungìyent                | *yungéntu                 |  | *yungéntoi                      | *yeugonto                       | *yungiyento                     | *yungénto                       |
| 1° duale                      | *yungwés                  | *yeugowe                  | *yungīwe                  | -                         |  | *yungwésdhā                     | *yeugowedhā                     | *yungīwedhā                     | -                               |
| 2° duale                      | *yungtés                  | *yeugetom                 | *yungītom                 | *yungtòm                  |  | *yung-?                         | *yeug-?                         | *yung-?                         | *yung-?                         |
| 3° duale                      | *yungto-?                 | *yeugetām                 | *yungītām                 | *yungtām                  |  | *yung-?                         | *yeug-?                         | *yung-?                         | *yung-?                         |
| Participio Masch. femm. neut. | *yungōn *yungontī *yungon | *yungōn *yungontī *yungon | *yungōn *yungontī *yungon | *yungōn *yungontī *yungon |  | *yungmenos *yungmenā *yungmenom | *yungmenos *yungmenā *yungmenom | *yungmenos *yungmenā *yungmenom | *yungmenos *yungmenā *yungmenom |

Verbi tematici
Questo è il paradigma del presente della radice *low "lavare":
|                               | Forma attiva           | Forma attiva           | Forma attiva           |  | Forma media                     | Forma media                     | Forma media                     |
|                               | Indicativo             | Congiuntivo            | Ottativo               |  | Indicativo                      | Congiuntivo                     | Ottativo                        |
| ----------------------------- | ---------------------- | ---------------------- | ---------------------- |  | ------------------------------- | ------------------------------- | ------------------------------- |
| 1° singolare                  | *lowō                  | *lowō                  | *lowoym                |  | *lowāi                          | *lowā                           | *lowoyā                         |
| 2° singolare                  | *lowesi                | *lowēs                 | *lowois                |  | *lowesoi                        | *lowēso                         | *lowoiso                        |
| 3° singolare                  | *loweti                | *lowēt                 | *lowoit                |  | *lowetoi                        | *lowēto                         | *lowoito                        |
| 1° plurale                    | *lowomes               | *lowōme                | *lowoime               |  | *lowomesdhā                     | *lowōmedhā                      | *lowoimedhā                     |
| 2° plurale                    | *lowete                | *lowēte                | *lowoite               |  | *lowedhwem                      | *lowēdhwem                      | *lowoidhwem                     |
| 3° plurale                    | *lowonti               | *lowōnt                | *lowoynt               |  | *lowontoi                       | *lowōnto                        | *lowoynto                       |
| 1° duale                      | *lowowes               | *lowōwe                | *lowoiwe               |  | *lowowesdhā                     | *lowōwedhā                      | *lowoiwedhā                     |
| 2° duale                      | *lowetes               | *lowētom               | *lowoitom              |  | *low-?                          | *low-?                          | *low-?                          |
| 3° duale                      | *loweto-?              | *lowētām               | *lowoitām              |  | *low-?                          | *low-?                          | *low-?                          |
| Participio Masch. femm. neut. | *lowōn *lowontī *lowon | *lowōn *lowontī *lowon | *lowōn *lowontī *lowon |  | *lowomenos *lowomenā *lowomenom | *lowomenos *lowomenā *lowomenom | *lowomenos *lowomenā *lowomenom |

#### Classi verbali e tipologie di presente
Tutte le lingue indoeuropee mostrano formazioni di presente assai diversificate. Si possono considerare comuni e originarie le seguenti:

##### Verbi atematici
Presenti atematici senza suffisso
I presenti atematici senza suffisso sono le forme più arcaiche di coniugazione del verbo indoeuropeo. Si presentano come verbi in *-mi con tema del presente monosillabico e senza suffisso, e sono diffusamente caratterizzati dall'apofonia. Eccone alcuni esempi:
- *esmi "essere", imperfetto *ēsm
- *eimi "andare", imperfetto *ēym
- *bhāmi "parlare", imperfetto *ébhām
- *āmi "parlare", imperfetto *ām
- *edmi "mangiare", imperfetto *ēdm (notare il participio *dōn "mangiante", che, usato come sostantivo, significa "dente")
- *welmi "volere", imperfetto éwelm

Presenti atematici con raddoppiamento
Molti presenti di verbi indoeuropei, atematici e non, mostrano la radice raddoppiata, vale a dire che la prima consonante della radice viene ripetuta e fatta seguire dalla caratteristica *i. Qui di séguito, alcuni verbi con raddoppiamento:
- *stistāmi (radice *stā, *stə "stare, stare in piedi, collocare"), imperfetto *éstistām, aoristo *éstām, aggettivo verbale stətòs
- *déidikmi "indicare" (cfr. il latino dīco "dire" e dĭco "dedicare, indicare"), imperfetto *édeidikm, aoristo *édēiksm, perfetto *dédoika, aggettivo verbale *diktòs
- *dhidhēmi "porre, fare", imperfetto *édhidhēm, aoristo *édhēm, aggettivo verbale *dhətòs
- *didōmi "dare, donare", imperfetto *édidōm, aoristo *édōm, aggettivo verbale *dətòs
- *yiyāmi "gettare", imperfetto *éyiyām, aoristo *éyām

Presenti atematici con ampliamento nasale
Una classe dall'evoluzione particolarmente complessa è quella dei presenti con ampliamento in *-ne-, *-n-. Tali ampliamenti nasali si presentano come infissi, inseriti dentro la radice al grado debole dell'apofonia. Così ad esempio la radice *yeug "aggiogare" al grado debole dell'apofonia dà *yug; nella forma *yug, dopo la vocale nucleo sillabico di radice, u, si inserisce *ne nelle forme forti del presente e *n nelle forme deboli. Esempi:
- *yu-ne-g-mi "congiungere", imperfetto *éyunegm, aoristo *éyēugsm
- *kl-ne-u-mi "udire", imperfetto *éklnewm, aoristo *ékluom, perfetto kéklowa, aggettivo verbale klutòs
- *pu-ne-ə-mi "putrefare, puzzare" (radice *pēwə, pew, puə, pū), imperfetto *épuneəm, aoristo *épēwəsm

Mentre gli altri tipi di presente non danno luogo, nelle sottofamiglie dell'indoeuropeo, a evoluzioni intricate, i presenti in nasale vengono variamente trattati nelle varie lingue indoeuropee storicamente note. In sanscrito l'infisso -ne- si conserva, ma fondendosi con altre vocali dà origine a varie sottoclassi, tutte atematiche. In greco succede lo stesso: il suffisso -ne dà origine, fondendosi ad altre vocali, ai verbi in -μι con suffisso -νυ- e -νη-; inoltre, sempre in greco, si crea una complessa classe di verbi tematici con infissi e suffissi nasali. In latino accade lo stesso che in greco, con la differenza che le forme atematiche scompaiono.

##### Verbi tematici
Presenti senza suffisso
Diffusissimi, i presenti tematici senza altro suffisso che la vocale tematica sono per eccellenza i verbi "regolari" di tutte le lingue indoeuropee (e della stessa protolingua). Eccone alcuni esempi:
- *lowō "lavare", imperfetto *élowom, aoristo *élōwsm
- *serpō "strisciare", imperfetto *éserpom, aoristo *ésrpom
- *bherō "portare", imperfetto *ébherom
- *bheugō "fuggire", imperfetto *ébheugom, aoristo *ébhugom
- *bheidhō "credere, persuadere", imperfetto *ébheidhom, aoristo *ébhidhom
- *weidō "vedo, trovo", imperfetto *éweidom, aoristo *éwidom, perfetto *woida ("ho trovato, so, conosco"), aggettivo verbale widtòs
- *weikwō "parlo", imperfetto *éweikwom, aoristo tematico reduplicato *éwewikwom
- *tremō "tremo", imperfetto *etremom, aoristo *etrmom

Una particolare sottoclasse di presenti tematici senza suffisso è costituita dal tipo tudati (dal verbo antico indiano tudati "colpire, ottundere" che la rappresenta): i verbi del tipo tudati hanno la radice al grado debole dell'apofonia. Esempio:
- *glubhō "scorticare" (ma anche *gleubhō)

Presenti con suffisso *-yō
Diffusi i presenti con suffisso in *yō, alcuni dei quali, ma non tutti, causativi. Esempi:
- *spekyō, *skepyō "guardo", imperfetto *éspekyom, aoristo *éspeksm, aggettivo verbale *spektòs
- *tenyō "tendo, allungo", imperfetto *étenyom, aoristo *étnom, perfetto *tetona, aggettivo verbale *tntòs

Presenti con suffisso -*éyō
Sono presenti che hanno valore di attivo causativo; le forme in *-eyō hanno la radice al grado pieno o. Esempi:
- da *bherō "portare": *bhoréyō "faccio portare"
- da *menō "pensare, ricordare": *monéyō "faccio pensare, ammonisco" (lat. moneo)
- da *tremō "tremare": *tromeyō "faccio tremare"

Presenti reduplicati
Esiste anche una vasta gamma di presenti tematici reduplicati, analoghi a quelli atematici. Esempi:
- *gignō "generare" (radice *gen *gon *gn *genə, *gonə *gnn), imperfetto *égignom,

aoristo *égenom, *egnom, perfetto *gegona, aggettivo verbale *gnntòs, *genətos
- *pibō "bere", imperfetto *épibom
- *mimnō "rimanere" (radice *men), imperfetto *émimnom

Presenti con suffisso *sko *ske
Il suffisso *skō è estremamente diffuso nelle antiche lingue indoeuropee; in alcune lingue moderne sopravvive ancora, ad esempio in greco e nelle lingue neolatine, sebbene abbia sfumato sempre di più la sua valenza originaria. Il suffisso *skō ha due funzioni fondamentali:
1. denota un'azione di carattere durativo, intensivo e ripetuto (suffisso intensivo-iterativo), come è attestato da moltissime forme dialettali greche;
2. in secondo luogo, a partire dal suo connotato di azione incompiuta, il suffisso *skō ha valore incoativo, indica cioè un'azione che sta cominciando.

Esempi:
- dalla radice *prek del verbo prekō "pregare", si ricava il verbo *prk-skō "chiedo insistentemente" (cfr. il latino posco, in opposizione a precor)
- dalla radice *gen del verbo gignō "generare", si ricava il verbo *gnnskāi "nasco (cfr. il latino (g)nascor), comincio a ingenerarmi".

Talvolta è attestata solo la formazione con *skō, come nel caso della radice *gnō- "sapere", che dà luogo a *gnōskō, *gignōskō "comincio a sapere, conosco".

##### Presenti difettivi e suppletivi
In tutte le lingue indoeuropee sono presenti verbi il cui paradigma si denota per l'alternanza, totalmente anomala e imprevedibile, di radici totalmente differenti, non deducibili in alcuna maniera dallo stesso tema. Esempi classici vengono dal latino, con verbi come sum, es, fui, esse "essere" o fero, fers, tuli, latum, ferre "portare". Alcuni studiosi, come Uehlenbeck, autore della teoria del doppio strato dell'indoeuropeo, affermano che la presenza diffusa di verbi suppletivi, cioè irregolari perché dotati di molte radici eterogenee, è l'indizio del fatto che l'indoeuropeo sia il risultato di una creolizzazione. In realtà gli argomenti di Uehlenbeck crollano di fronte a una constatazione fattuale, che ci viene dalla storia delle antiche lingue indoeuropee: il suppletivismo e le anomalie, così come la presenza di forme difettive, non sono fenomeni originari. Infatti, guardando alla storia delle lingue indoeuropee dalle più antiche attestazioni ittite, micenee e vediche fino ai moderni idiomi neolatini, neogreci, germanici, indiani e slavi si notano due tendenze:
1. le forme suppletive tendono a comparire tardi, e più è antico lo stadio di evoluzione che si considera, più esse sono rare; viceversa, forme regolari, o quantomeno monotematiche negli stadi evolutivi più antichi, vengono sostituite da forme suppletive nelle fasi più recenti;
2. lingue la cui struttura verbale è più conservativa mostrano spesso come regolari, ma difettivi, quei verbi che sono suppletivi nelle lingue che hanno innovato.

Alcuni esempi chiariranno la situazione. Il primo è preso dall'ambito delle lingue antiche. Il latino, rispetto al greco, è una lingua più innovativa nell'ambito delle strutture del sistema verbale. In greco il verbo "essere" è difettivo: i tempi che gli mancano sono sostituiti da altri verbi (per lo più tematici) che hanno un paradigma completo più regolare. In latino il verbo essere è politematico e suppletivo: forma il perfetto dalla radice fu-, la quale però, nelle fasi più arcaiche, aveva un presente fuo. La situazione non cambia se confrontiamo il latino con il vedico, morfologicamente ancora più conservativo.
Altri due esempi sono tratti dalla storia delle lingue neolatine e delle lingue germaniche e sono relativi ai verbi di movimento. In latino esiste il verbo ire, che è anomalo, ma ha una sola radice i- (< indoeuropeo *ei-). Nelle lingue neolatine il verbo ire è stato sostituito da verbi irregolari, suppletivi, anomali, costituiti da una costellazione di radici. Una cosa simile accade nella storia della lingua inglese: il verbo to go acquista il suo anomalo passato went solo in età tardomedievale. D'altro canto nella lingua tedesca, la cui flessione è più conservativa, il verbo forte corrispondente, gehen, ha un'unica radice, sebbene il suo paradigma sia anomalo, visto che il preterito mostra un relitto di raddoppiamento: gehen ging gegangen.
La nascita dei verbi suppletivi è frutto di dinamiche interne all'evoluzione del verbo indoeuropeo. Date le tendenze evolutive che abbiamo appena messo in evidenza, si deve supporre che in una fase molto remota non esistessero, nell'indoeuropeo, né verbi suppletivi né verbi difettivi. Ma quale era l'aspetto del verbo indoeuropeo, in quella fase?
Un primo indizio al riguardo ci è fornito da quei verbi atematici senza suffisso che non attestano univocamente, per tutte le sottofamiglie indoeuropee, forme tematicamente regolari ricostruibili, al di fuori del presente e dell'imperfetto. Ci stiamo riferendo a verbi come *esmi, *eimi, *edmi, *āmi, *bhāmi: verosimilmente questi verbi dovevano essere già difettivi nella fase tardo-unitaria; tuttavia, i loro imperfetti spesso sono usati anche come surrogati di aoristi (così accade, ad esempio, per il verbo greco ionico-attico φημί phēmì (φᾱμί phāmì in altri dialetti) "dire", derivato da *bhāmi); dal punto di vista strettamente formale, inoltre, un imperfetto come *ēsm non è distinguibile da un aoristo atematico, come ad esempio *ébhūm; infine, tutti questi verbi fanno parte del vocabolario di base della lingua. Potrebbero essere relitti di una forma di coniugazione estremamente arcaica, le cui caratteristiche potrebbero essere:
1. coniugazione atematica;
2. opposizione di due tempi verbali, passato e presente (o meglio, non-passato con valenza di presente e futuro).

Una conferma di questa situazione ci viene dal fatto che, fra le forme di passato, quella che mostra più varietà e stratificazione è l'aoristo, che dunque è più antico. La forma più arcaica di aoristo è l'aoristo atematico, che, come abbiamo detto, è formalmente identico all'imperfetto di un verbo come *esmi. L'imperfetto, la cui formazione è relativamente semplice, sembra essere un'innovazione, resa possibile dalla complessa ristrutturazione delle forme del presente derivate dalla fusione delle radici verbali, originariamente tutte monosillabiche, con suffissi e infissi e dalla nascita della declinazione tematica.
Quanto al tempo perfetto, esso sembra avere una storia a sé: la contiguità fonetica di certe desinenze di forma passiva tipiche di alcune lingue (il passivo in -r di latino, ittita e tocario) con la terza plurale originaria del perfetto che ha *-r potrebbe suggerire che il perfetto stesso all'inizio non rientrasse propriamente nella categoria del tempo dell'azione. Il perfetto originario indica l'aspetto dello stato presente frutto di un'azione passata: ne consegue che forse, originariamente, il perfetto era una diatesi, una forma a sé, accanto al medio, una forma di "stativo": la forma stativa indica appunto lo stato risultante da un'azione. Non tutti i verbi erano sentiti compatibili con la forma stativa (così come nella maggioranza delle lingue ci sono verbi che non hanno il passivo, perché sono intransitivi); pertanto, non tutti i verbi, nella fase tardo-unitaria, avevano materiale pronto per sviluppare un perfetto come tempo verbale: il perfetto fu poi integrato in vario modo quando cambiò funzione. Ovviamente, nell'ambito di questa integrazione di forme, c'era ampio spazio per la nascita di sistemi di coniugazione suppletivi, specie per le radici più arcaiche e usurate.
Riassumendo, il verbo indoeuropeo sembra essere perciò passato da una fase arcaica, in cui la flessione verbale era così caratterizzata:
- due tempi: presente (che copriva funzioni di futuro) e passato;
- tre forme: attiva, media e stativa (?);
- una coniugazione: coniugazione atematica

a una fase più tarda che invece aveva, ancora in epoca unitaria, il seguente aspetto:
- quattro tempi (o forse cinque): presente, imperfetto, aoristo, perfetto, forse il piucchepperfetto; inoltre, perifrasi ed espedienti morfologici vari per una sorta di futuro;
- due forme: attiva e media;
- due coniugazioni: tematica e atematica.

Questa ristrutturazione massiccia ha determinato il nascere di forme difettive prima e suppletive poi.

#### L'imperfetto
A partire da quanto abbiamo detto nella parte generale sui tempi della protolingua, si deve dunque postulare nell'indoeuropeo la presenza di un tempo passato formato sul tema del presente e perciò indicante un'azione durativa o consuetudinaria o incompiuta: questo tempo è l'imperfetto, caratterizzato, come l'aoristo, dall'aumento e dalle desinenze secondarie, ma ben distinto da quest'ultimo. Come caratteristica aggiuntiva, l'imperfetto aveva inoltre le desinenze secondarie del verbo, sia all'attivo, sia al medio. Nei verbi di coniugazione atematica, le tre persone singolari dell'imperfetto attivo avevano l'apofonia al grado normale, mentre mostravano il grado debole nel plurale e nel duale. Qui di séguito alcuni esempi di coniugazione:
- Imperfetto indicativo atematico della radice *es "essere" (tema con aumento temporale *e + *es- = *ēs): singolare *ēsm *ēss *ēst, plurale *ēsme(m) *ēste *ēsnt, duale *ēswe(m) *ēstom *ēstām;
- Imperfetto indicativo atematico attivo del verbo *dèidikmi "indicare": singolare *édeidikm *édeidiks *édeidikt, plurale *édidikme(m) *édidikte *édidiknt, duale *édidikwe(m) *édidiktom *édidiktām;
- Imperfetto indicativo atematico medio: singolare *édidikā *édidikso *édidikto, plurale *édidikmedhā *édidikdhwe(m) *édidiknto, duale *édidkwedhā (mancano attestazioni univoche per il medio del duale alla seconda e alla terza persona);
- Imperfetto indicativo attivo tematico del verbo *lowō "lavare": singolare *élowom *élowes *élowet, plurale *élowome(m) *élowete *élowont, duale *élowowe(m) *élowetom *élowetām;
- Imperfetto indicativo tematico medio: singolare *élowā *éloweso *éloweto, plurale *élowomedhā *élowedhwe(m) *élowonto, duale *élowowedhā (mancano attestazioni univoche per seconda e terza duale medie).

L'imperfetto indoeuropeo non aveva congiuntivo né ottativo, essendo le forme con aumento tipiche del solo indicativo; diffuse erano le forme senza aumento a causa della legge della riduzione che agisce nelle proposizioni coordinate (vedi sopra sotto la voce "aumento"); gli imperfetti senza aumento si generalizzano in tutta l'Indeuropa. Nelle forme di preterito esistevano, verosimilmente, anche forme di terza persona singolare e plurale, forse con valore impersonale, del tipo *(é)deidiktor *(é)didkntor, con il caratteristico elemento -r che latino, ittita e tocario generalizzano in tutto il medio-passivo.

#### L'aoristo
La forma di passato più complessa del verbo indoeuropeo è l'aoristo. In opposizione all'imperfetto, che indica un'azione durativa o consuetudinaria nel passato, l'aoristo indica un'azione passata colta nel momento finale del suo compiersi (azione momentanea nel passato). L'indoeuropeo conosce tre forme di aoristo: l'aoristo atematico, l'aoristo tematico con apofonia (con la variante dell'aoristo tematico reduplicato), l'aoristo sigmatico. Il greco, il sanscrito e in parte lo slavo conservano queste forme; le altre lingue semplificano il sistema dei tempi verbali (in modi e in tempi diversi l'indoeuropeo anatolico e il germanico) o lo ristrutturano (italico e celtico).

##### Aoristo atematico
L'aoristo atematico è la forma più primitiva di aoristo. Si forma inserendo le desinenze secondarie attive e medie direttamente sulla radice. Come tutti gli aoristi, possiede quattro modi: indicativo, congiuntivo, ottativo, participio. Qui di séguito la ricostruzione della coniugazione dell'aoristo atematico attivo della radice *bhew(ə) *bhow(ə) *bhū "essere" (forma di aoristo comune, per questa radice, a greco e sanscrito):
|                               | Indicativo                     | Congiuntivo                    | Ottativo                       |
| ----------------------------- | ------------------------------ | ------------------------------ | ------------------------------ |
| 1° singolare                  | *ébhūm                         | *bhū(w)ō                       | *bhū(wi)yēm                    |
| 2° singolare                  | *ébhūs                         | *bhū(w)es                      | *bhū(wi)yēs                    |
| 3° singolare                  | *ébhūt                         | *bhū(w)et                      | *bhū(wi)yēt                    |
| 1° plurale                    | *ébhūme                        | *bhū(w)ome                     | *bhū(w)īme                     |
| 2° plurale                    | *ébhūte                        | *bhū(w)ete                     | *bhū(w)īte                     |
| 3° plurale                    | *ébhū(w)nt                     | *bhū(w)ont                     | *bhū(wi)yent                   |
| 1° duale                      | *ébhūwe                        | *bhū(w)owe                     | *bhū(w)īwe                     |
| 2° duale                      | *ébhūtom                       | *bhū(w)etom                    | *bhū(w)ītom                    |
| 3° duale                      | *ébhūtām                       | *bhū(w)etām                    | *bhū(w)ītām                    |
| Participio Masch. femm. neut. | *bhū(w)ōn *bhū(w)ntī *bhū(w)on | *bhū(w)ōn *bhū(w)ntī *bhū(w)on | *bhū(w)ōn *bhū(w)ntī *bhū(w)on |

##### Aoristo tematico
L'aoristo tematico è caratterizzato invece dalla presenza, come unico suffisso temporale (oltre all'aumento dell'indicativo), della sola vocale tematica. Praticamente somiglia ad un imperfetto, solo che l'imperfetto si forma a partire dal tema del presente, mentre l'aoristo tematico si forma sul tema verbale che assume l'apofonia al grado debole (ad esempio in greco da λαμβάνω lambànō derivano l'imperfetto ἐλάμβανον elàmbanon e l'aoristo ἔλαβον élabon).
Qui di seguito la coniugazione dell'aoristo tematico della radice *weid *woid *wid "vedere":
|                               | Forma attiva           | Forma attiva           | Forma attiva           |  | Forma media                     | Forma media                     | Forma media                     |
|                               | Indicativo             | Congiuntivo            | Ottativo               |  | Indicativo                      | Congiuntivo                     | Ottativo                        |
| ----------------------------- | ---------------------- | ---------------------- | ---------------------- |  | ------------------------------- | ------------------------------- | ------------------------------- |
| 1° singolare                  | *éwidom                | *widō                  | *widòym                |  | *éwidā                          | *widā                           | *widoyā                         |
| 2° singolare                  | *éwides                | *widēs                 | *widòis                |  | *éwideso                        | *widēso                         | *widoiso                        |
| 3° singolare                  | *éwidet                | *widēt                 | *widòit                |  | *éwideto (-etor)                | *widēto (-tor)                  | *widoito (-tor)                 |
| 1° plurale                    | *éwidome               | *widōme                | *widòime               |  | *évidomedhā                     | *widōmedhā                      | *widoimedhā                     |
| 2° plurale                    | *éwidete               | *widēte                | *widòite               |  | *éwidedhwem                     | *widēdhwem                      | *widoidhwem                     |
| 3° plurale                    | *éwidont               | *widōnt                | *widòynt               |  | *éwidonto (-ontor)              | *widōnto (-ntor)                | *widoynto (-ntor)               |
| 1° duale                      | *éwidowe               | *widōwe                | *widòiwe               |  | *éwidowedhā                     | *widōwedhā                      | *widoiwedhā                     |
| 2° duale                      | *éwidetom              | *widētom               | *widòitom              |  | *éwid-?                         | *wid-?                          | *wid-?                          |
| 3° duale                      | *éwidetām              | *widētām               | *widòitām              |  | *éwid-?                         | *wid-?                          | *wid-?                          |
| Participio Masch. femm. neut. | *widōn, widòntī, widòn | *widōn, widòntī, widòn | *widōn, widòntī, widòn |  | *widomenos *widomenā *widomenom | *widomenos *widomenā *widomenom | *widomenos *widomenā *widomenom |

##### Aoristo sigmatico
L'aoristo sigmatico è caratterizzato da un suffisso -s- su cui le desinenze si inseriscono senza vocale tematica. Probabilmente la radice dell'aoristo sigmatico, nei verbi con apofonia, aveva il grado normale allungato nelle prime tre persone del singolare attivo e in tutto il congiuntivo. Il resto delle forme (plurale, ottativo) aveva, probabilmente, il grado debole. Le radici con scevà finale inserivano il suffisso sullo scevà. Il participio mostrava, verosimilmente, alternanza apofonica fra grado normale tipico dei casi "forti" (maschile e neutro, nominativo, vocativo, accusativo singolare ecc.) e grado debole nel femminile e nei casi deboli del maschile e del neutro. La forma originaria dell'aoristo sigmatico viene ricostruita a partire dagli aoristi del greco, del sanscrito, delle lingue di area baltica e di quelle di area slava ancora dotate di aoristo. Elementi sono forniti anche dai perfetti latini in -si, che derivano dalla fusione dell'aoristo sigmatico con il perfetto.
Qui di séguito la coniugazione dell'aoristo della radice *yeug "aggiogare":
|                               | Forma attiva               | Forma attiva               | Forma attiva               |  | Forma media                     | Forma media                     | Forma media                     |
|                               | Indicativo                 | Congiuntivo                | Ottativo                   |  | Indicativo                      | Congiuntivo                     | Ottativo                        |
| ----------------------------- | -------------------------- | -------------------------- | -------------------------- |  | ------------------------------- | ------------------------------- | ------------------------------- |
| 1° singolare                  | *éyēugsm                   | *yeugsō                    | *yugsiyēm                  |  | *éyugsā                         | *yeugsā                         | *yugsiyā                        |
| 2° singolare                  | *éyēugss                   | *yeugses                   | *yugsiyēs                  |  | *éyugsso                        | *yeugseo                        | *yugsīso                        |
| 3° singolare                  | *éyēugst                   | *yeugset                   | *yugsiyēt                  |  | *éyugsto                        | *yeugseto                       | *yugsīto                        |
| 1° plurale                    | *éyugsme                   | *yeugsome                  | *yugsīme                   |  | *éyugsmedhā                     | *yeugsomedhā                    | *yugsīmedhā                     |
| 2° plurale                    | *éyugste                   | *yeugsete                  | *yugsīte                   |  | *éyugsdhwem                     | *yeugsedhwem                    | *yugsīdhwem                     |
| 3° plurale                    | *éyugsnt                   | *yeugsont                  | *yugsiyent                 |  | *éyugsnto                       | *yeugsonto                      | *yugsiynto                      |
| 1° duale                      | *éyugswe                   | *yeugsowe                  | *yugsīwe                   |  | *éyugswedhā                     | *yeugsowedhā                    | *yugsīwedhā                     |
| 2° duale                      | *éyugstom                  | *yeugsetom                 | *yugsītom                  |  | *éyugs-?                        | *yeugs-?                        | *yugs-?                         |
| 3° duale                      | *éyugstām                  | *yeugsetām                 | *yugsītām                  |  | *éyugs-?                        | *yeugs-?                        | *yugs-?                         |
| Participio Masch. femm. neut. | *yeugsōn *yugsntī *yeugson | *yeugsōn *yugsntī *yeugson | *yeugsōn *yugsntī *yeugson |  | *yugsmenos *yugsmenā *yugsmenom | *yugsmenos *yugsmenā *yugsmenom | *yugsmenos *yugsmenā *yugsmenom |

#### Il futuro
Meno chiaro è se l'indoeuropeo avesse un tempo futuro come categoria chiaramente identificata. Quello che è certo è che non tutte le lingue indoeuropee ce l'hanno, e quelle che l'hanno sviluppato mostrano un panorama estremamente vario:
- In sanscrito (con paralleli nell'area baltica), è presente un futuro in -sya-: esempio dasyāmi "io darò", confrontabile con il lituano duosiu - tale formazione è ricondotta dai linguisti a forme di verbi desiderativi e da alcuni paragonata ai futuri dorici in -seo-, -see, -sio, -sie-;
- in greco abbiamo il caratteristico futuro in -so-, -se-, che ha un parallelo in latino in forme arcaiche come faxo "farò", peccasso "inciamperò, peccherò" - l'uno e l'altro tipo sono riconducibili al congiuntivo dell'aoristo usato con valore desiderativo e prospettivo;
- nell'italico in generale, rappresentato bene dal latino classico, abbiamo forme con -bo-, -be- e forme di futuro con suffisso vocalico in a, ē; i futuri in -bo (suffisso -fo in osco-umbro: cfr. carefo "rimarrò senza, mancherò di" e pipafo "berrò") sono riconducibili a congiuntivi presenti di un verbo come *fuo (radice indeuropea *bhewə, *bhew-, bhū "essere") usati con valore potenziale-prospettivo come ausiliari di locativi di nomi astratti derivati da radici verbali: laudabo deriverebbe da *laudāi *bhewō, inteso nel senso di "posso essere sul punto di lodare"; i futuri in -am sono palesemente antichi congiuntivi usati con valore desiderativo prospettivo; un antico congiuntivo è anche il futuro anomalo di sum, ero, derivato da *esō; l'uso del latino di adoperare i congiuntivi come futuri è ben attestato ancora in età storica nel latino volgare e tardo, tanto che questa deriva linguistica è ripresa perfino in età umanistica da un attento cultore e imitatore rinascimentale della classicità come Giovanni Pontano, il quale, nella metà del '400, riprende l'uso plautino del congiuntivo presente impiegato col valore di futuro; il latino ha inoltre antichi futuri in -so, a cui si accompagnano forme di congiuntivo in -sim, che sono poi antichi ottativi aoristi;
- in antico irlandese esiste un futuro derivato da forme desiderative, come genaid "ferirò", paragonato con riscontro positivo ai desiderativi sanscriti in -s.

Da questo panorama alquanto articolato si ricava un semplice assunto: verosimilmente l'indeuropeo non aveva un tempo futuro come categoria a sé. Il ramo satem ha innovato, creando la forma in *-sy-, e forse questa innovazione si è trasmessa in epoche preistoriche alle parlate di alcune tribù che poi, venute nei Balcani, dettero origine alle stirpi e ai dialetti greci. Il latino con le sue molteplici forme di futuro mostra un vero e proprio esempio di bricolage morfologico, che ci indica a chiare lettere come il suo futuro non sia originario. Probabilmente sono le lingue centum a fornire uno specchio fedele della situazione della lingua madre: alla mancanza di un tempo futuro l'indeuropeo sopperiva in varie maniere, a seconda delle diverse sfumature che si dava all'azione verbale:
1. servendosi del presente come futuro (vivo ancora oggi in tutte le lingue indoeuropee come deriva del parlato colloquiale), inteso come continuazione futura di un'azione durativa che parte dal presente, situazione che è attestata dall'impiego, in greco antico, di alcuni presenti come futuri (esempio εἶμι èimi "io vado" e "io andrò", μάχομαι màkhomai "io combatto" e "io combatterò");
2. con l'uso del congiuntivo presente e aoristo con valore prospettivo;
3. con l'uso di autonome formazioni di presente desiderative, le quali già di per sé tendevano in origine a essere usate indifferentemente sia come futuri sia come presenti;
4. con l'uso di perifrasi.

#### Il perfetto
Ben attestata in tutta l'Indeuropa è invece la presenza del perfetto, che in alcune aree linguistiche (il germanico, ad esempio) è alla base dell'unica forma di preterito conservata. Per ricostruire la struttura morfologica del perfetto originario dell'indoeuropeo gli studiosi prendono come base soprattutto i perfetti forti e fortissimi del greco e del sanscrito; il germanico, il baltico, le lingue slave e in parte il latino (e in genere l'area italica) forniscono fondamentali dati a rincalzo del panorama che si ricava dal confronto fra l'indo-ario e il greco.
Caratteristica del perfetto era l'apofonia al grado forte (radice con *-o) nelle tre persone del singolare dell'indicativo, al grado debole (radice senza vocale) nel plurale e nel duale; grado normale avevano i casi forti (nominativo, vocativo, accusativo) del participio, il cui suffisso era -wos-, derivato forse da una radice *wes *wos *us «rimanere». Inoltre, il sanscrito e il greco attestano in maniera sistematica la raddoppiamento della radice: nelle radici che cominciano con vocale la vocale si allunga; nelle radici che cominciano per consonante la consonante iniziale si raddoppia ed è seguita da una vocale breve, a in sanscrito, e in greco. Anticamente anche in indoiranico la vocale del raddoppiamento era e: lo dimostra il fatto che nelle radici con gutturale iniziale, questa si raddoppia con una palatale: ad esempio sscr. kr̥nṓti «fare», perfetto cakara. Il latino attesta ancora numerosi perfetti con raddoppiamento che formano un'intera classe: ad esempio lat. pepulī < pellere «spingere»; lat. ant. tetulī «portai» (da cui il classico tulī); memini, steti, dedi. La presenza diffusa nell'indeuropa di arcaiche forme relitto di perfetto raddoppiato attesta che il perfetto stesso era originario; esso inoltre era sprovvisto di vocale tematica. Il raddoppiamento andò scomparendo già nel tardo indoeuropeo in perfetti di uso estremamente comune, come quello della radice *woid- ~ *wid- «ho visto, abbiamo visto» (ad es. lat. vīdī «vidi»), ricostruibile a partire dal sanscrito véda «io so», dal greco (w)oîda «io so» e dal gotico wait (preterito con valore di presente «io so»). Ecco la coniugazione del suo indicativo:
|                               | Indicativo                 |
| ----------------------------- | -------------------------- |
| 1° singolare                  | *wóidh₂e                   |
| 2° singolare                  | *wóidth₂e                  |
| 3° singolare                  | *wóide                     |
| 1° plurale                    | *widmé                     |
| 2° plurale                    | *widé                      |
| 3° plurale                    | *widḗr                     |
| 1° duale                      | *widwé                     |
| 2° duale                      | *wid-?                     |
| 3° duale                      | *wid-?                     |
| Participio Masch. femm. neut. | *weidwōs *weidùsī *weidwòs |